# Montegrosso
Pour les articles homonymes, voir Montegrosso (homonymie).
Montegrosso est une commune française située dans la circonscription départementale de la Haute-Corse et le territoire de la collectivité de Corse. Elle est issue de la fusion des villages de Montemaggiore, Lunghignano et Cassano en 1971 et 1972. Ces villages appartiennent à l'ancienne piève de Pino dont Montemaggiore était le chef-lieu, en Balagne.

## Géographie

### Situation
Cette commune de Balagne est composée de trois villages : Montemaggiore, Lunghignano et Cassano, qui ont été fusionnés, les deux premiers en 1972, pour devenir Saint-Rainier-de-Balagne, puis en 1973 Saint-Rainier et Cassano, pour former la commune de Montegrosso (Montegrossu) désignant la « grosse montagne » voisine, le Monte Grosso). Ces trois villages étaient d'anciennes communautés de la pieve de Pino, située au nord-ouest de l'île.

### Géologie et relief
Montegrosso se trouve dans la Corse occidentale ancienne, constituée pour l'essentiel de roches granitiques, séparée de la Corse orientale où dominent les schistes par une dépression centrale, un sillon étroit constitué pour l'essentiel de terrains sédimentaires secondaires et tertiaires qui coupe l'île du nord-ouest au sud-est, depuis l'Ostriconi jusqu'au Solenzara. Montegrosso se situe à l'ouest de cette ligne où s'élèvent les plus hauts sommets de l'île et qui constitue une véritable barrière entre les deux départements actuels.
Quoique étant un balcon sur le golfe de Calvi, Montegrosso n'a pas de façade maritime. Son territoire, entre mer et montagne, est enclavé entre ceux de Zilia au sud, de Calenzana au sud et à l'ouest, de Calvi à l'ouest, de Lumio et Avapessa au nord, et de Muro à l'est. Une chaîne de moyennes montagnes partant de Capu di Bestia (804 m - « à cheval » sur Montegrosso et Avapessa), passant par Capu a Due Omi (767 m) et Capu Avazeri (751 m), la sépare d'Avapessa et de Muro. À l'ouest, Campu Lungo tout proche de la zone industrielle de Calvi, marque son extrême limite occidentale.
Son territoire se compose à l'ouest, d'une partie plaine, et à l'est, d'une cuvette, bassin versant du ruisseau de Ponte, dans laquelle se trouvent les trois villages de Montemaggiore, Lunghignano et Cassano. La ligne de crête de cette cuvette part de Zapoli, lieu-dit au sud de Montemaggiore (381 m), passe par d'autres lieux-dits et sommets : Santa Croce, Canerchia, Chiodara (615 m), Montossi (366 m), Petra Rossa (598 m), Capu di Bestia (804 m), Capu a Due Omi (767 m) et Capu Avazeri (751 m), Bolarzini (753 m), et se termine au sud-est de Cassano à (321 m).

### Hydrographie
Le ruisseau de Ponte (ruisseau de Fiumicellu ou ruisseau d'Eghina en amont) est le principal cours d'eau de la commune avec 4 km de long. Il alimente le fiume Seccu (15 km de long qui traverse sa partie plaine et dont l'embouchure se situe à la hauteur du Camp Raffali, dans le golfe de Calvi.

### Climat et végétation

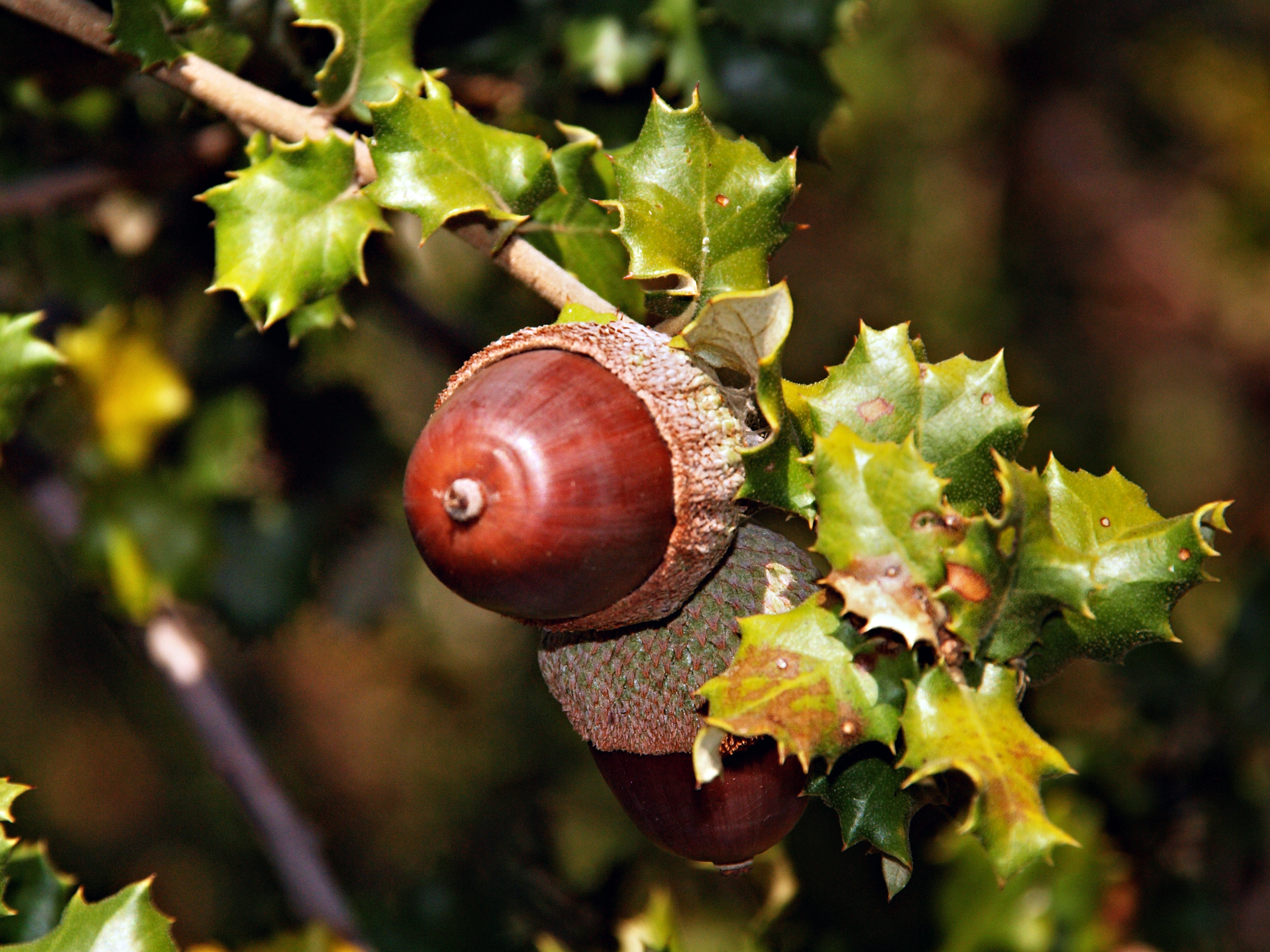
Gland de chêne vert.

Le climat y est doux et tempéré, sous l'action de la mer Méditerranée voisine, malgré la proximité de la haute chaîne de montagne ceinturant la Balagne. Il est caractérisé par un ensoleillement important et par une pluviométrie relativement élevée en automne et parfois entre les mois de février et mars. Mais ce territoire ensoleillé est parfois soumis à des vents de sud-ouest dominant (libecciu) assez fréquents.
Le couvert végétal peut se résumer et schématiser en celui de l'étage méditerranéen, de 0 à 600 m d'altitude, qui est le domaine du chêne vert, du pin maritime et dans certains secteurs du chêne liège. L'olivier s'est développé ici, surtout à l'époque moderne, au détriment des espèces précédentes.
Le territoire présente sur ses flancs, les nombreuses terrasses de culture (lenze) autrefois travaillées, et que les incendies redévoilent périodiquement. Elles sont occupées par un maquis dans l'ensemble bas, composé essentiellement de cistes, lentisques, des filaires et des oliviers qui pour beaucoup, ont repoussé autour de souches d'arbres calcinés.

### Voies de communication et transports

#### Accès routiers

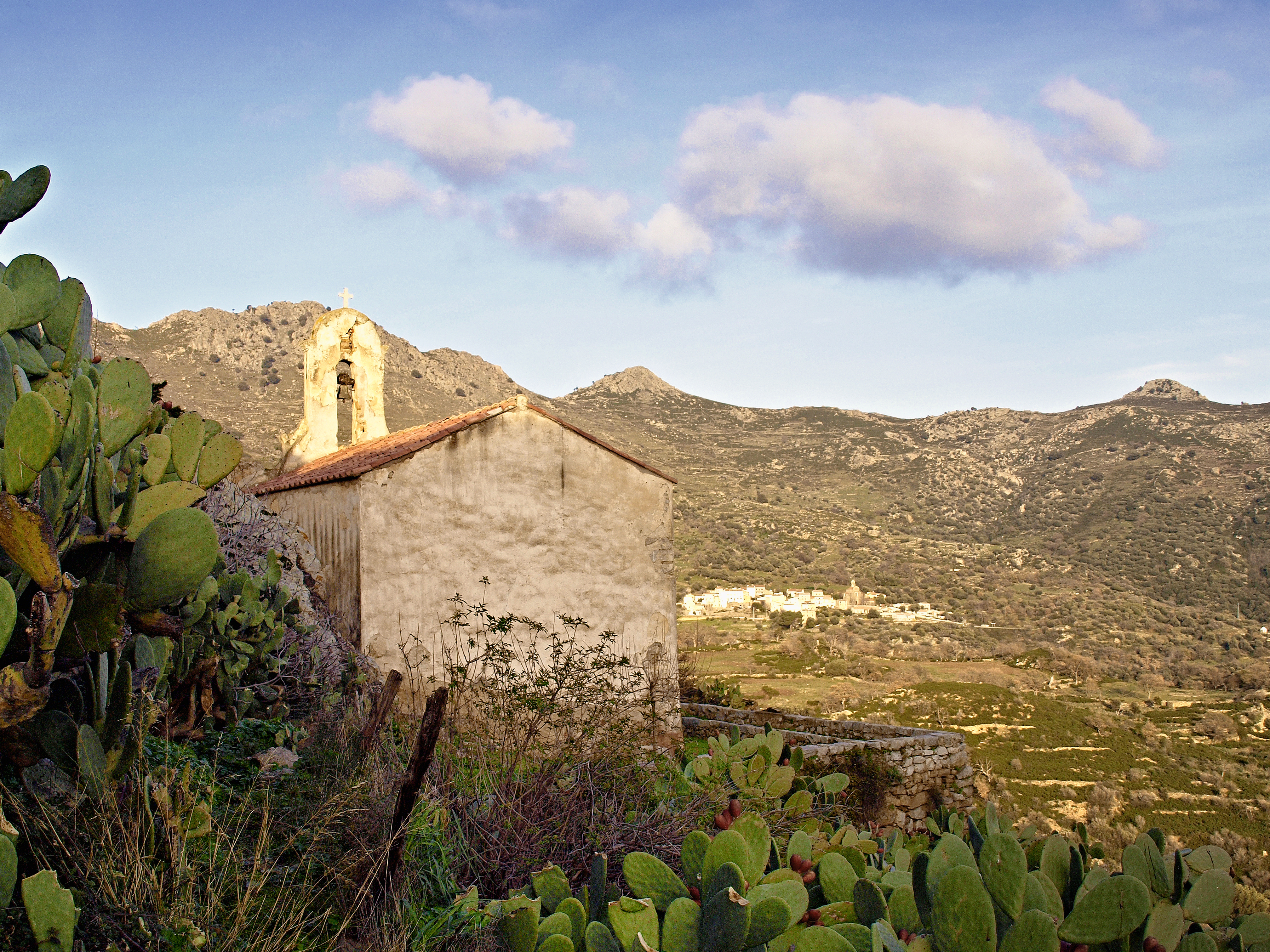
Chapelle Saint-Joseph (Montemaggiore) et Cassano.

La principale voie traversant la commune est la route D 151. Celle-ci relie Calenzana à Cateri via Zilia, Cassano, Lunghignano et Montemaggiore, les trois villages de Montegrosso, et le col de Salvi (509 m).
Une autre voie, la D 451, permet de rejoindre directement le village de Montemaggiore depuis un rond-point sur la D 151 (route de Calvi à Calenzana) situé à 300 m de la RN 197.

#### Transports
Lunghignano est distant de :
- 16 km de la gare de Calvi, gare la plus proche ;
- 16 km du port de commerce de Calvi, port le plus proche ;
- 16 km de l'aéroport de Calvi-Sainte-Catherine, l'aéroport le plus proche.

## Urbanisme

### Typologie
Au 1er janvier 2024, Montegrosso est catégorisée commune rurale à habitat dispersé, selon la nouvelle grille communale de densité à sept niveaux définie par l'Insee en 2022.
Elle est située hors unité urbaine. Par ailleurs la commune fait partie de l'aire d'attraction de Calvi, dont elle est une commune de la couronne,. Cette aire, qui regroupe 15 communes, est catégorisée dans les aires de moins de 50 000 habitants,.

### Occupation des sols
L'occupation des sols de la commune, telle qu'elle ressort de la base de données européenne d’occupation biophysique des sols Corine Land Cover (CLC), est marquée par l'importance des forêts et milieux semi-naturels (77,4 % en 2018), une proportion identique à celle de 1990 (77,4 %). La répartition détaillée en 2018 est la suivante :
milieux à végétation arbustive et/ou herbacée (76 %), zones agricoles hétérogènes (17,1 %), prairies (5,5 %), forêts (1,4 %). L'évolution de l’occupation des sols de la commune et de ses infrastructures peut être observée sur les différentes représentations cartographiques du territoire : la carte de Cassini (XVIIIe siècle), la carte d'état-major (1820-1866) et les cartes ou photos aériennes de l'IGN pour la période actuelle (1950 à aujourd'hui).

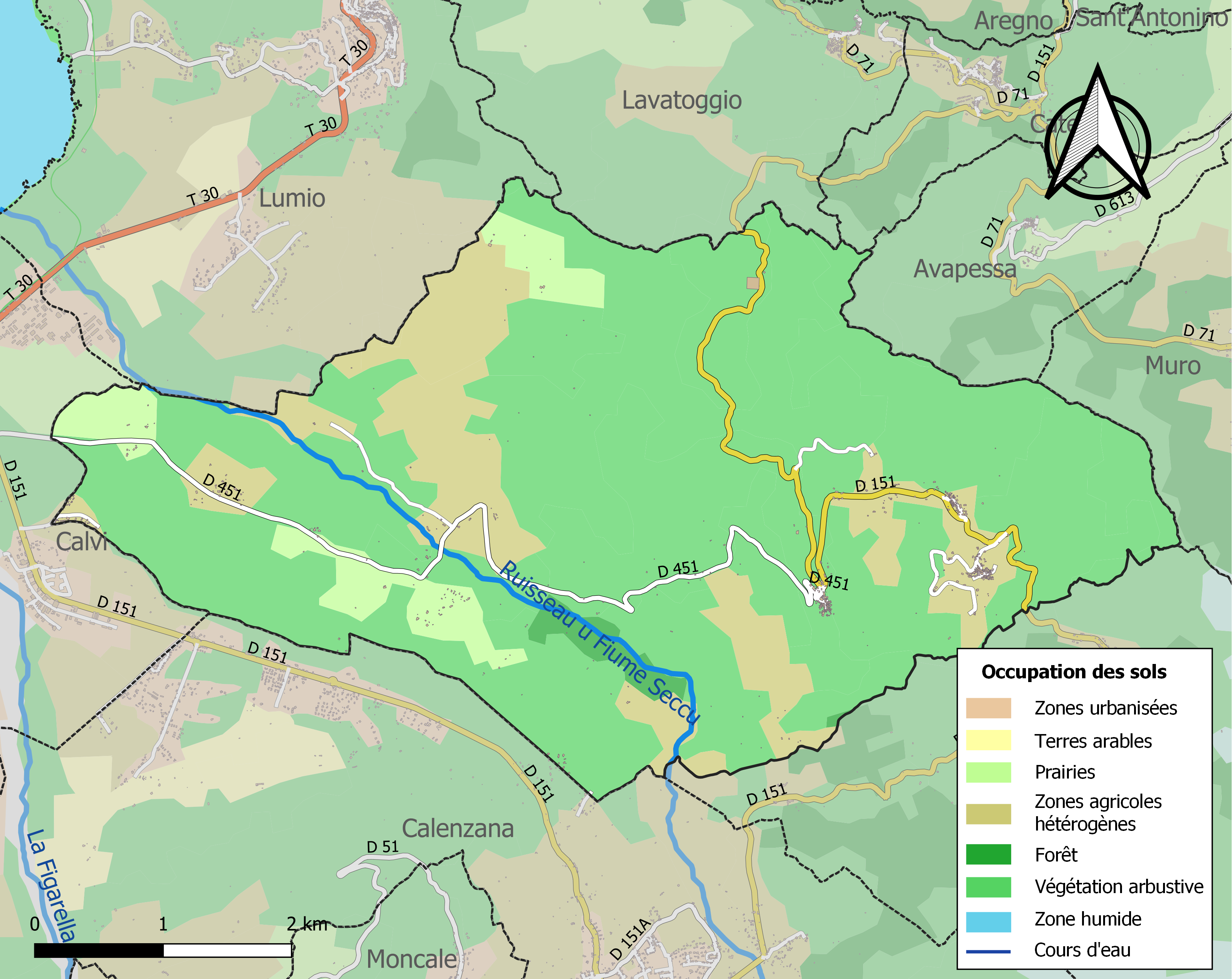
Carte des infrastructures et de l'occupation des sols de la commune en 2018 (CLC).

### Montemaggiore

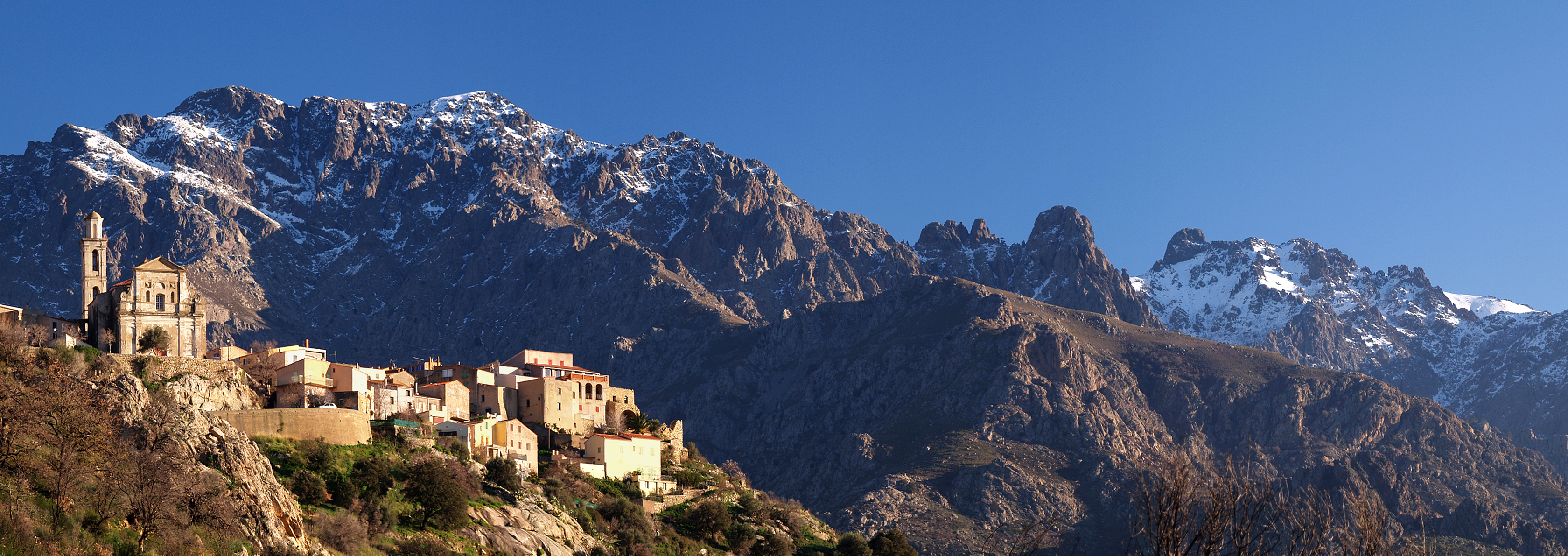
Village de Montemaggiore et massif du Monte Grosso.

Montemaggiore (Montemaiò en corse) a été édifié sur un piton rocheux (381 mètres) dominant la plaine de Calenzana.
Dans sa description de la Corse, Mgr Agostino Giustiniani, alors évêque de Nebbio, dit de la pieve de Pino : « dans laquelle se trouve Montemaggiore, village riche et bien peuplé ».
Le village est desservi par la route D 151 qui relie Calenzana à Île-Rousse et qui passe par le col de Salvi (509 mètres) situé au-dessus du village. La D451 permet également d'y accéder depuis Calvi. Sur cette route, sous le village, il y a le hameau ruiné de San Polo.
Le village a son église paroissiale Saint-Augustin et son monument-aux-morts.
La mairie de Montegrosso y est installée.
Chaque année, sur la place du village et autour de l'église Saint-Agustin, se déroule la Foire de l'Olivier ainsi que « la sainte Marie » le 15 août

### Lunghignano

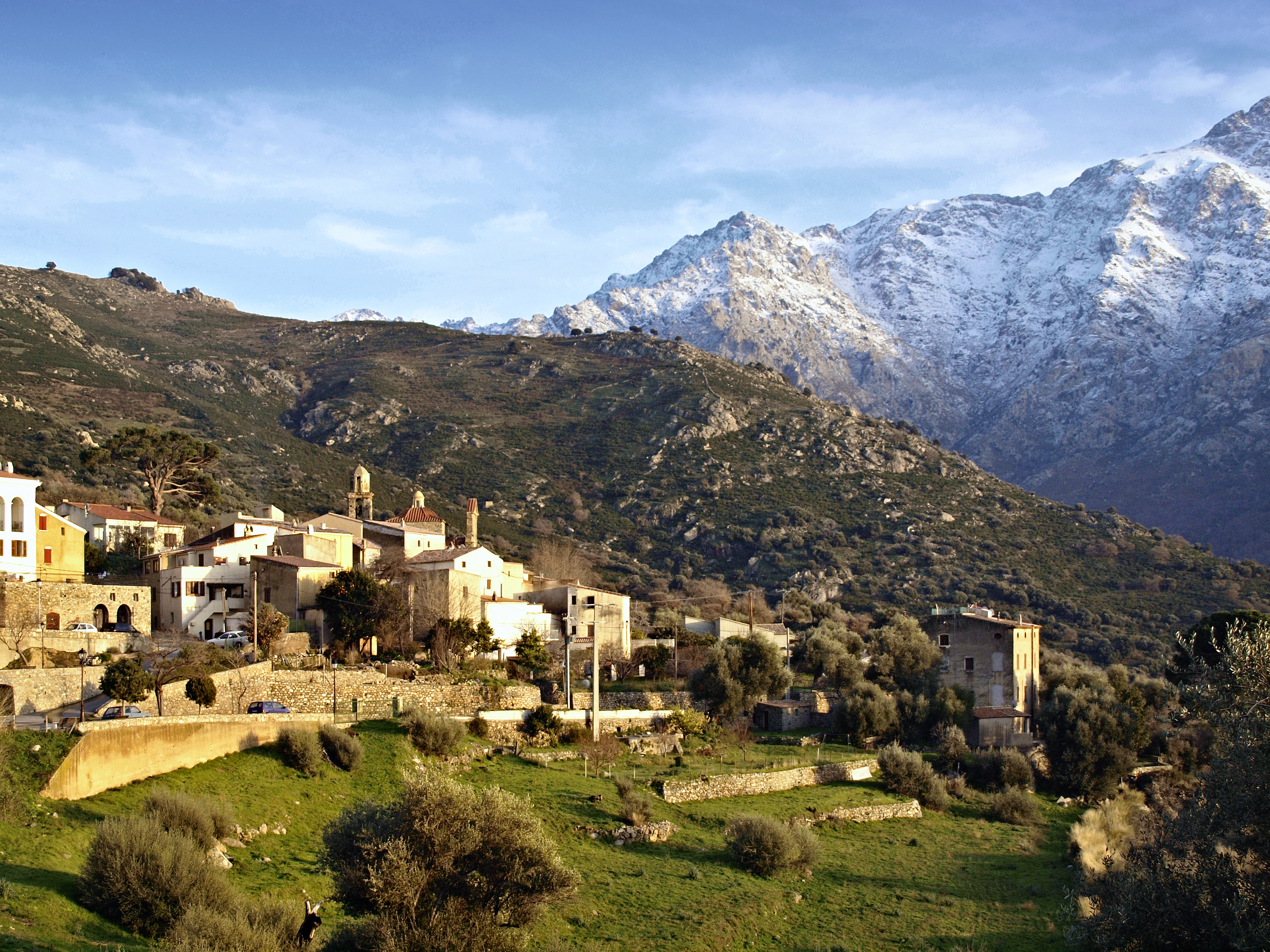
Lunghignano village.

Lunghignano (Lunghignani en corse), se situe entre Cassano et Montemaggiore, au nord-est de celui-ci à une altitude moyenne de 340 mètres.
Ses premiers habitants viennent d'un ancien village nommé Mont'Orsino qui se situe au-dessous de Bocca di Salvi. Mont'Orsino ruiné par les guerres à la fin du Moyen Âge, ses habitants s'installèrent à Lunghignano et prirent le nom d'Orsini.
Lunghignanu possède l'une des dernières Case Cumuni (mairies) construites par Pascal Paoli. Une croix en fer est accrochée au mur de la Casa cumuna. On peut y lire la date du 15 avril 1849, date à laquelle fut abattu à cet endroit un bandit. Histoire : le bandit avait assassiné un parent du curé Carlotti. Celui-ci se vengea et assassina le bandit du haut de la terrasse du presbytère.
La fontaine d'eau potable date du XVIIIe siècle, le lavoir de 1914.

### Cassano

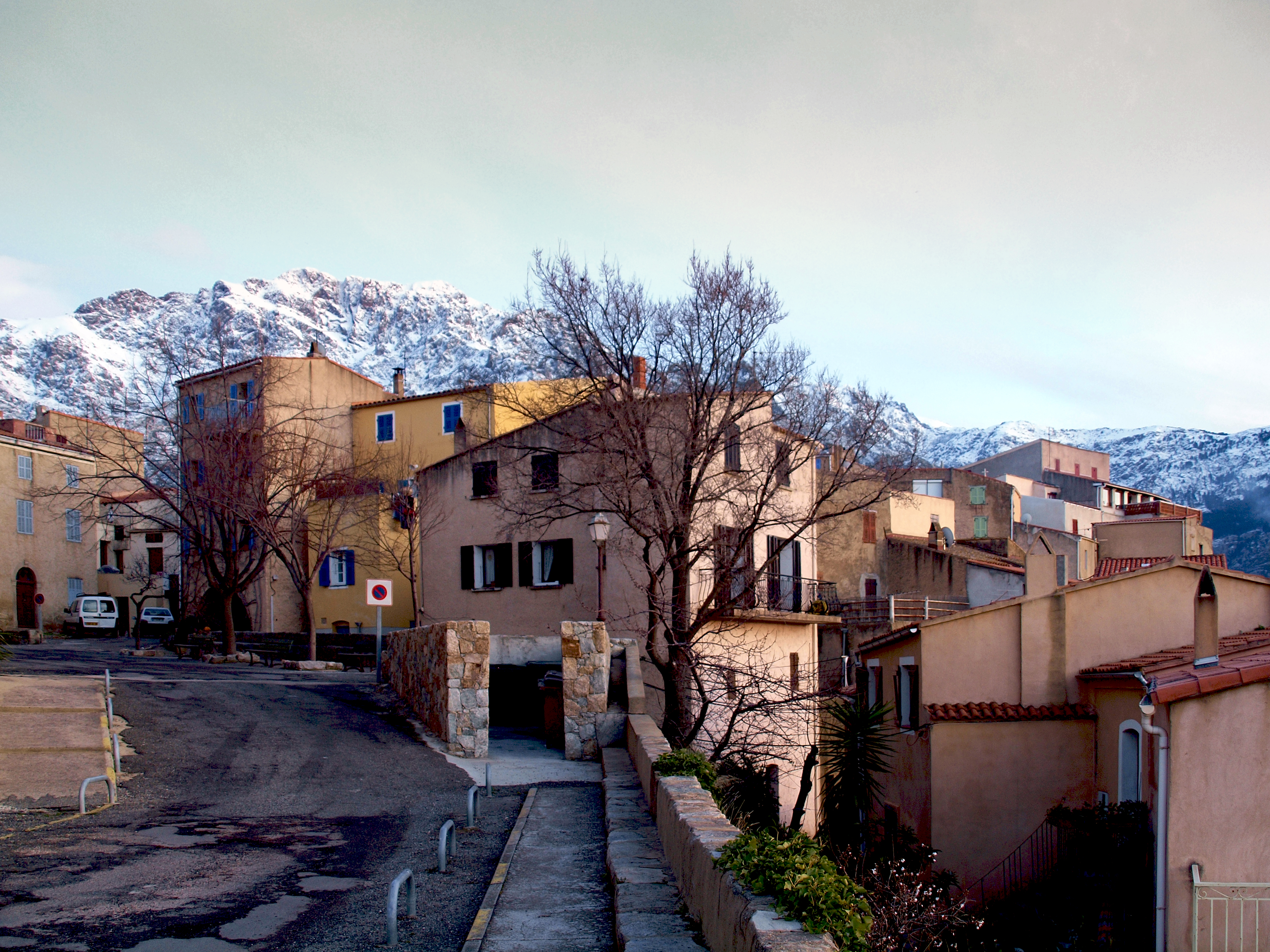
Cassano.

Cassano (Cassani en corse), se situe à l'est de Montemaggiore, entre celui-ci et le village de Zilia, à une altitude moyenne de 300 mètres.
Le village possède une église paroissiale Saint-Antoine-Abbé ainsi qu'un monument aux morts.
Dans le cimetière situé en contrebas du village, se trouve la chapelle Saint-Alban.

## Toponymie
Le nom de Montegrosso a été donné à la commune lors de la réunification le 1er janvier 1973, des villages de Saint-Rainier-de-Balagne et de Cassano. Son nom provient de la montagne Monte Grosso voisine, qui la domine de ses 1 937 mètres. Lunghignano vient du Latin "Lugus Janus" signifiant le "Bois Sacré de Janus".
Les toponymes corses de Montemaggiore, Lunghignano et Cassano sont :
- Montemaiò, prononcé [ˌmɔntɛmaˈjɔ] ;
- Lunghignani, prononcé [luŋgiˈɲaːni] ;
- Cassani, prononcé [kasˈsaːni].

Leurs habitants sont nommés Montemaiuracci, Lunghignaninchi et Cassaninchi.

## Histoire

### Antiquité
Des vestiges pré-romains et romains sont présents sur la commune. De mémoire d'homme, le village de Montemaggiore était à l'origine bâti à Castiglione, un lieu-dit situé à un kilomètre « à vol d'oiseau » au nord-ouest de l'actuel village, sur un piton rocher à une altitude équivalente. Des murs de pierres dont ceux de l'ancienne église sont encore visibles depuis le village. Au nord de Capu di Corduvella se trouve un piton rocheux de 336 m de haut, faisant face à Castiglione. La tradition veut qu'il y ait eu l'existence d'un camp retranché maure à San Martino. Y sont encore visibles les ruines d'une nécropole et d'une chapelle pisane.

### Moyen Âge
Au XIe siècle, la Balagne était dominée par les Toscans. Les marquis de Massa qui étaient possessionnés, permettent à l'abbaye San Venerio del Tino de s'implanter en Corse en 1080 avec la donation de curtis.
La commune recèle des vestiges datant de l'époque pisane telle la chapelle Saint-Rainier (XIe siècle) à Lunghignano, en très bon état de conservation.
Devenu maître de l'île, le comte Ugo della Colonna donna toute la Balagne à Pino, fils de ce Guido Savello, qui avait passé avec lui en Corse et avait péri pendant la guerre menée dès 816 pour la délivrance de l'île du joug des Maures ; les descendants de Pino furent appelés Pinaschi.
« À partir des années 1120 environ, certaines grandes familles de Balagne, les De Pino notamment, commencent à inquiéter les monastères de San Gorgonio et San Venerio del Tino dans la possession de leurs biens ».
« Dès 1289 les documents ne mentionnent plus les seigneurs De Pino et les châteaux de Balagne - à l'exception de celui de Sant' Angelo - et celui de 1324-25 ne cite que trois familles dont le rôle est très secondaire, les « Bratagliesi » (Bracaggio), les « Santatoninatti » (Sant' Antonino) de Corbaia et les « Spiloncattici » (Speloncato) ».

#### Ambrogino de Lunghignano
Vers 1467, un des enfants de Lunghignano, Ambrogino de Lunghignano, partit tout jeune de son village natal, réussit à la force de son épée à devenir le capitaine général de la forteresse de Milan et l'un des ministres du Duc. il fut envoyé par le duc Galeazzo, avec huit cents fantassins pour soutenir Giorgio Pasello gouverneur ducal et rétablir l'ordre sur l'île.

« À la tête de ses gens, et en compagnie du gouverneur, de Vincentello Gentile, seigneur de Canari, des seigneurs de Brando, de Carlo et des autres caporaux de Casta, de ceux de Campocasso, en un mot de tous ceux de la rive gauche du Golo, il se rendit à Venzolasca pour réduire d'abord Pietro, qui ne cessait de troubler le pays, et ensuite Giocante. »

— Pier' Antonio Monteggiani in Chronique, traduction de l'abbé Letteron - Histoire de la Corse, tome I p. 365
Quelque temps après, les troupes ducales se firent resserrer par les Corses. Ambrogino s'embarqua pour retourner dans son pays, avec les troupes qu'il avait à sa solde.
En 1477, après la mort du duc, la duchesse douairière Madonna Bona dirigea les affaires. Ambrogino de Lunghignano fut à nouveau envoyé sur l'île, avec quatre cents soldats, pour maintenir l'autorité de la duchesse et combattre avec succès Tommasino de Campofregoso qui voulait se rendre maître de l'île. Il remit entre les mains de Giovan Paolo di Leca le château de Cinarca, qui appartenait à Rinuccio. La Corse vécut ainsi en paix pendant un an et demi sous l'autorité du duc.

### Temps modernes
Au XVIe siècle Montemaggiore, Cassano et Longhignani se situaient dans la pieve de Pino qui vers 1520 comptait 1 250 habitants et avait pour lieux habités les communautés de Montemaggiore, li Castiglioni, Profiume, Zilia, Jargia, Cassano, Longhignani.

#### Don Miguel/Don Juan

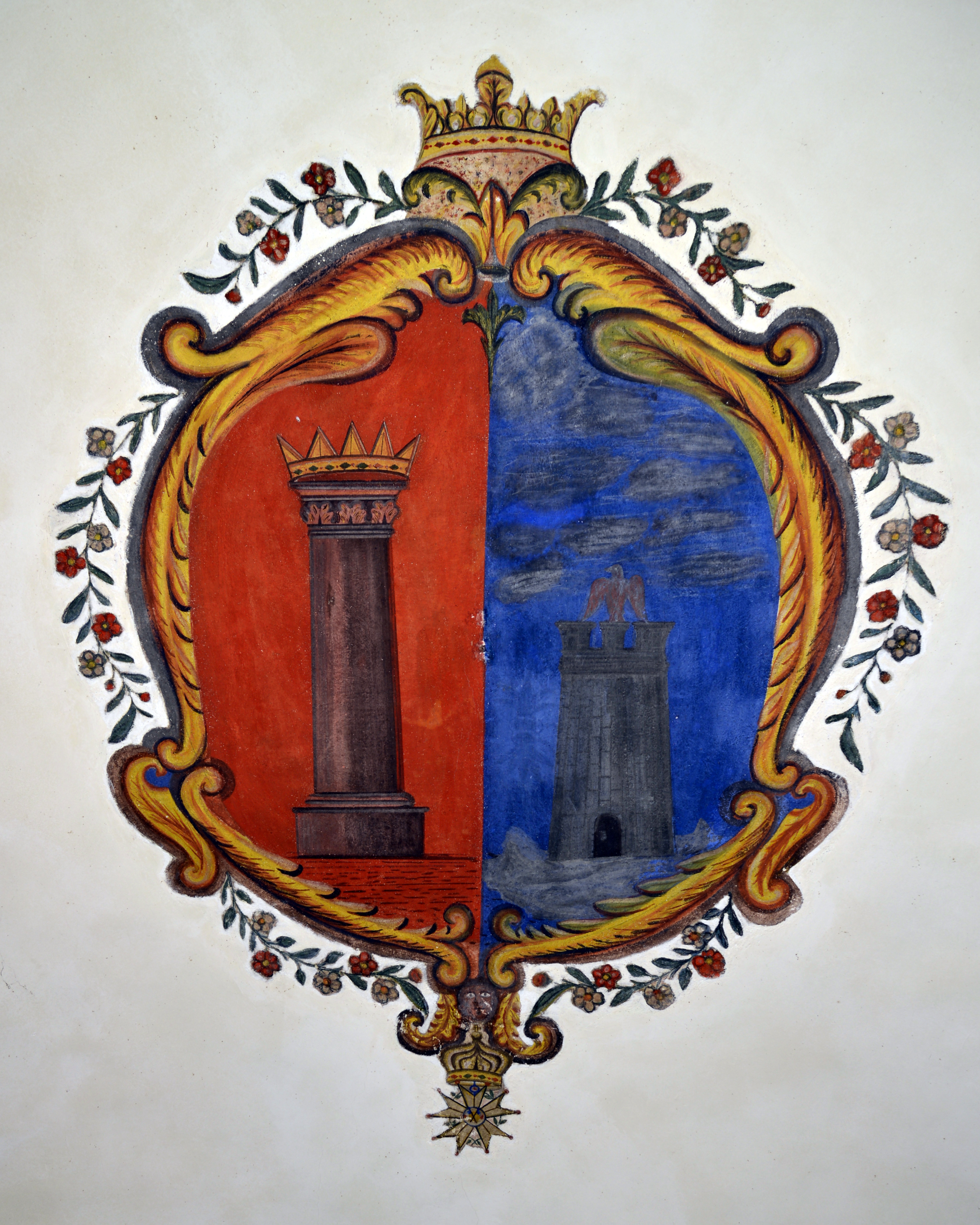
Armoiries de la famille des Anfriani.

En 1627 naît à Séville Miguel Mañara (Magnara hispanisé en Mañara) au sein de la noble et vieille famille des Leca. Une légende noire reprise par la littérature fait de ce Don Miguel Mañara Vicentelo de Leca y Colona (1627-1679), un débauché, séducteur et homicide, le véritable Don Juan.
Jeune encore, il entame de suite une existence licencieuse. « Il fit ripaille, il pratiqua l'amour où et quand cela lui plaisait » ; il séduisit même la maîtresse d'un archevêque, il tua un mari trompé. Mais lorsqu'il en arrive à assassiner un père qui le découvre la nuit à l'intérieur de la maison familiale, la renommée de la victime est telle qu'elle le force à l'exil. En route pour les Flandres, où les armées espagnoles luttent contre les Protestants, il séduit au passage la maîtresse du Pape en Italie, et en Allemagne celle de l'Empereur. Soldat, il ajoute ses actions d'éclat sur le terrain militaire aux victoires obtenues au champ de Vénus. Obtenant la grâce royale, il revient à Séville.
Son père, Don Tomás, avait engendré, avant son départ de Corse et hors mariage, une fille qui demeurait chez un oncle à Montemaggiore. Miguel s'y présente sous une fausse identité, fait une cour pressante à sa demi-sœur mais, voulant pour plus de raffinement la rendre complice, il lui avoue être son frère alors qu'elle est déjà prête à se donner. Aux cris de la jeune fille offensée l'oncle accourt, aussitôt transpercé par la lame du séducteur, qui s'enfuit par un escalier extérieur, laissant sa demi-sœur à demi-vierge.
Après la mort de sa jeune épouse, il entame aussitôt une vie exemplaire consacrée aux autres, fondant un hospice, un hôpital, érigeant une chapelle somptueuse, avant de mourir en odeur de sainteté.
De son passage à Montemaggiore, subsiste la chapelle dite de Don Juan, attenante à la demeure familiale, propriété aujourd'hui des descendants de Charles Colonna d'Anfriani.
Au XVIIIe siècle, Longhiniani, Cassano avec Zilia formaient la pieve d'Olmia tandis que Montemaggiore faisait partie de la pieve de Pino avec Calenzana et Moncale.
La pieve était comprise dans l'évêché de Sagone, au revenu de cinq cents ducats environ.
- Début du XVIIIe siècle, Montemaggiore se trouvait dans la pieve de Pino et comptait 552 habitants, Longhignano 187 habitants et Cassano 368 habitants dans celle d'Olmia ; ces communautés relevaient de la juridiction de Calvi[15].

#### La Grande révolte des Corses 1729-1769
- 1739 - Avril, la Cour de France envoya en Corse où il y avait déjà 16 bataillons français à 510 hommes chacun, le Maréchal de Maillebois[Note 4] avec deux escadrons de hussards et une compagnie d'arquebusiers. Les Génois envoyèrent aussi quelques nouvelles troupes, en sorte qu’il y avait environ dix à onze mille hommes tant Français que Génois, contre plus de vingt mille rebelles armés. Maillebois débarqua avec une partie de ses troupes à Calvi. il fit débarquer de ses navires quelques pièces de canon de campagne et même des mortiers, avec des détachements de canonniers, mineurs et bombardiers. Il ne promettrait pas moins aux rebelles que la destruction totale des bourgs ou villages.

« Mais le plus fort de la rébellion était pour lors dans la partie qui dépend des juridictions de Calvi & de Balagna ou Agaglola. [...] On les menaça de faire couper & brûler leurs oliviers s’ils ne se soumettaient, & l’effet suivit de près la menace, les rebelles voyant ainsi ruiner les seuls biens qu'ils avaient, devinrent plus furieux & s'attroupèrent en plusieurs endroits pour tomber sur les détachements français que l'on employait à ces expéditions, dont plusieurs furent extrêmement maltraités. Ils se retranchèrent ensuite à Montemaggiore dans la Pieve de Pino juridiction de Calvi, à Sancto Antonino, Sancta Reparata, Speloncato & autres endroits de la Balagna. »

— Goury De Champgrand in Histoire de l'isle de Corse p. 90-91.
Mais les rebelles ignoraient que les soldats & surtout les grenadiers français avaient transporté des mortiers sur ces montagnes. Ils commencèrent à bombarder les maisons.

« Des gens du pays m’ont raconté qu'à l'attaque du village de Montemaggiore une bombe, étant tombée sur la place devant l'église au milieu d'une multitude de paysans, un d'eux voulut la ramasser en se moquant du peu d'effet qu’elle avoir produit ; mais la bombe ayant crevée dans ce moment emporta le railleur & la plus grande partie des spectateurs qui depuis ce jour eurent un très grand respect pour ces balles, car c'est ainsi qu'ils les appelaient. »

— Goury De Champgrand in Histoire de l'isle de Corse p. 92.
- 1768 - L'île passe sous administration militaire française. La pieve prend le nom de pieve de Monte Grosso.
- 1789 - La Corse fait partie du royaume de France. Avec la Révolution française, est créé en 1790 le département de Corse, puis en 1793, celui de El Golo (l'actuelle Haute-Corse).
- 1790 - L'île devient le département de Corse. La pieve de Monte Grosso devient le canton de Montegrosso.
- 1793 - (An II) La commune de Montemaggiore se trouve dans le canton de Montegrosso, dans le district de Calvi, dans le département d'El Golo (l'actuelle Haute-Corse).
- 1801 - Toujours dans le canton de Montegrosso, la commune de Montemaggiore passe dans l'arrondissement de Calvi.
- 1811 - Les deux départements de l'île sont fusionnés pour le seul département de Corse.
- 1826 - Montemaggiore bascule dans l'arrondissement de Bastia.
- 1828 - Montemaggiore passe dans le canton de Calenzana.

### Époque contemporaine
En 1954, le canton de Calenzana était composé des communes de Calenzana, Cassano, Galéria, Lunghignano, Manso, Moncale, Montemaggiore et Zilia.
L'INSEE fournit les modifications suivantes apportées à la commune depuis 1943 :
- 01/01/1972 : Montemaggiore devient Saint-Rainier-de-Balagne à la suite de sa fusion avec Lunghignano en 1971 ;
- 01/01/1973 : Saint-Rainier-de-Balagne devient Montegrosso à la suite de sa fusion avec Cassano en 1972 ;
- 01/01/1976 : Montegrosso est rattachée au département de la Haute-Corse (ancien code postal 20167).

Avant la réunification des trois villages en la seule commune de Montegrosso, le cimetière de Montemaggiore se trouvait sur le territoire de la commune de Lunghignano. Ce différend est aujourd'hui effacé.

## Politique et administration

### Liste des maires
| Période                                  | Période  | Identité          | Étiquette | Qualité                                                            |
| ---------------------------------------- | -------- | ----------------- | --------- | ------------------------------------------------------------------ |
| maire avant 1911                         | ?        | Louis Grisoli     |           |                                                                    |
| mars 1983                                |          | Joseph Emmanuelli | PRG-PS    | Cadre Ancien conseiller général du canton de Calenzana (2001-2008) |
| avril 2020                               | En cours | Jean Marc Borri   | PRG-PS    | Cadre dentiste() (2001-2008)                                       |
| Les données manquantes sont à compléter. |          |                   |           |                                                                    |

## Population et société

### Démographie
L'évolution du nombre d'habitants est connue à travers les recensements de la population effectués dans la commune depuis 1800. Pour les communes de moins de 10 000 habitants, une enquête de recensement portant sur toute la population est réalisée tous les cinq ans, les populations de référence des années intermédiaires étant quant à elles estimées par interpolation ou extrapolation. Pour la commune, le premier recensement exhaustif entrant dans le cadre du nouveau dispositif a été réalisé en 2005.

En 2022, la commune comptait 417 habitants, en évolution de −2,11 % par rapport à 2016 (Haute-Corse : +5,15 %, France hors Mayotte : +2,11 %).
| 1800 | 1806 | 1821 | 1831 | 1836 | 1841 | 1846 | 1851 | 1856 |
| ---- | ---- | ---- | ---- | ---- | ---- | ---- | ---- | ---- |
| 448  | 478  | 455  | 506  | 508  | 474  | 548  | 513  | 533  |

| 1861 | 1866 | 1872 | 1876 | 1881 | 1886 | 1891 | 1896 | 1901 |
| ---- | ---- | ---- | ---- | ---- | ---- | ---- | ---- | ---- |
| 556  | 718  | 483  | 503  | 461  | 404  | 507  | 522  | 560  |

| 1906 | 1911 | 1921 | 1926 | 1931 | 1936 | 1946 | 1954 | 1962 |
| ---- | ---- | ---- | ---- | ---- | ---- | ---- | ---- | ---- |
| 505  | 461  | 555  | 523  | 507  | 513  | 504  | 292  | 312  |

| 1968 | 1975 | 1982 | 1990 | 1999 | 2005 | 2006 | 2010 | 2015 |
| ---- | ---- | ---- | ---- | ---- | ---- | ---- | ---- | ---- |
| 337  | 223  | 319  | 333  | 354  | 398  | 397  | 450  | 431  |

| 2020 | 2022 | - | - | - | - | - | - | - |
| ---- | ---- | - | - | - | - | - | - | - |
| 425  | 417  | - | - | - | - | - | - | - |

### Enseignement
Une école primaire publique existe à Montegrosso. Les collège (collège JF-Orabona) et lycée (lycée de Balagne) publics les plus proches se situent à Calvi, distants de 16 km.

### Santé
Il n'y a pas de médecins ni d'infirmiers à Montegrosso ; les plus proches se trouvent à Calenzana.
Le centre hospitalier de Calvi-Balagne, ex antenne médicale de Balagne (AMU de Calvi), le plus proche hôpital, est distant de 16 km.

### Sports

#### Le rallye de Balagne

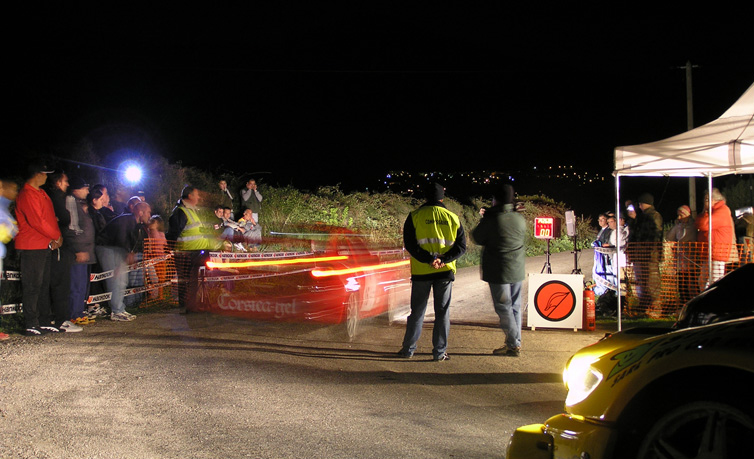
Épreuve spéciale Montegrosso - Cateri.

Il voit le jour en 1997. Épreuve annuelle du National, il se déroule chaque année excepté en 2005 où il a laissé place à la finale du championnat national des rallyes. Le départ de la première épreuve spéciale Montegrosso – Cateri a toujours lieu en bas de Montemaggiore.

#### Randonnées
- Sentier de randonnée. Il part de la route D 151, près de l'ancien couvent d'Alzi Pratu (Calenzana). Il passe par Montemaggiore, l'église Saint-Rainier, Lunghignano, Cassano (gîte d'étape), la chapelle Sant' Albanu, la chapelle Saint-François (Zilia) pour terminer à Zilia.

### Cultes
L'église paroissiale (Saint-Augustin) à Montemaggiore relève du diocèse d'Ajaccio.

## Économie
Son économie reposait essentiellement sur la culture de l'olivier, de nos jours en grande partie détruits par les incendies, et relève encore de l'agro-pastoralisme.

## Culture locale et patrimoine

### Lieux et monuments

#### Monuments aux morts
Montegrosso est le résultat de la fusion de trois anciennes communes : Montemaggiore, Longhignano et Cassano. Chacun de ces villages avait son monument aux morts :
- le monument aux morts de Cassano. Il se situe au quartier Caselluccio au nord du village ;
- le monument aux morts de Longhignano représenté par une plaque apposée sur la façade principale de l'église San Vitu ;
- le monument aux morts de Montemaggiore. Il se situe sur la place du village.

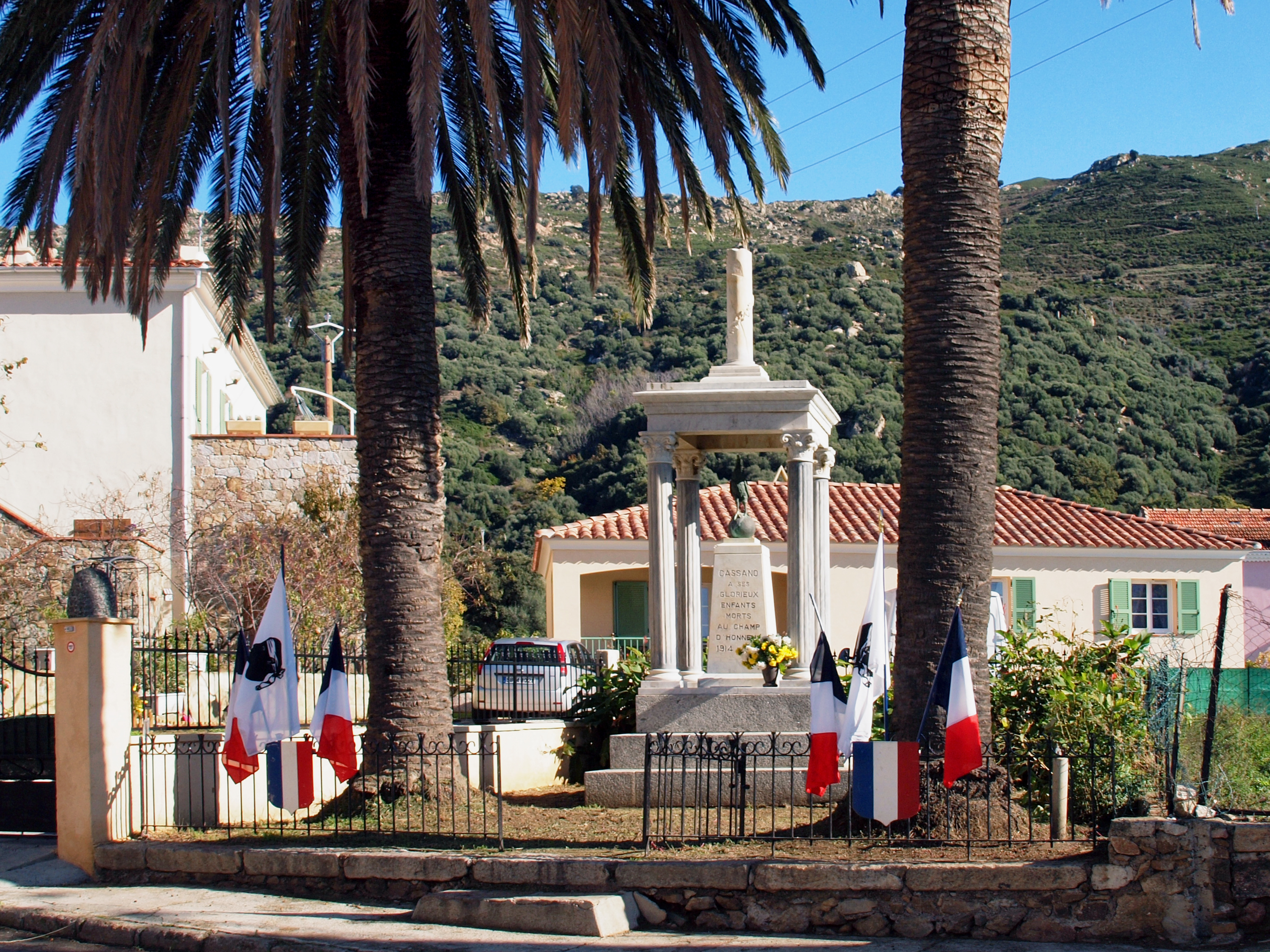
Monument aux morts de Cassano.
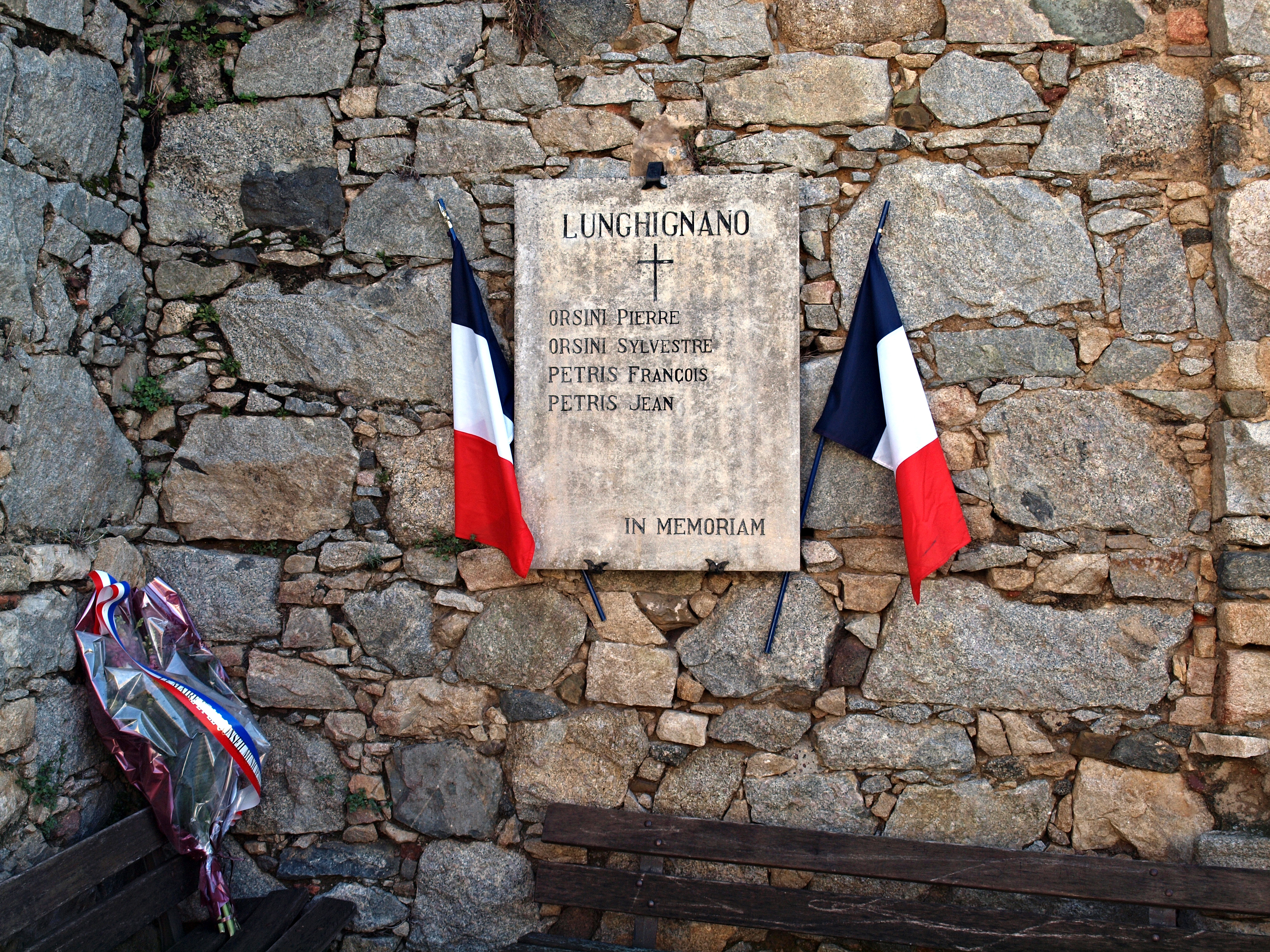
Monument aux morts de Longhignano.
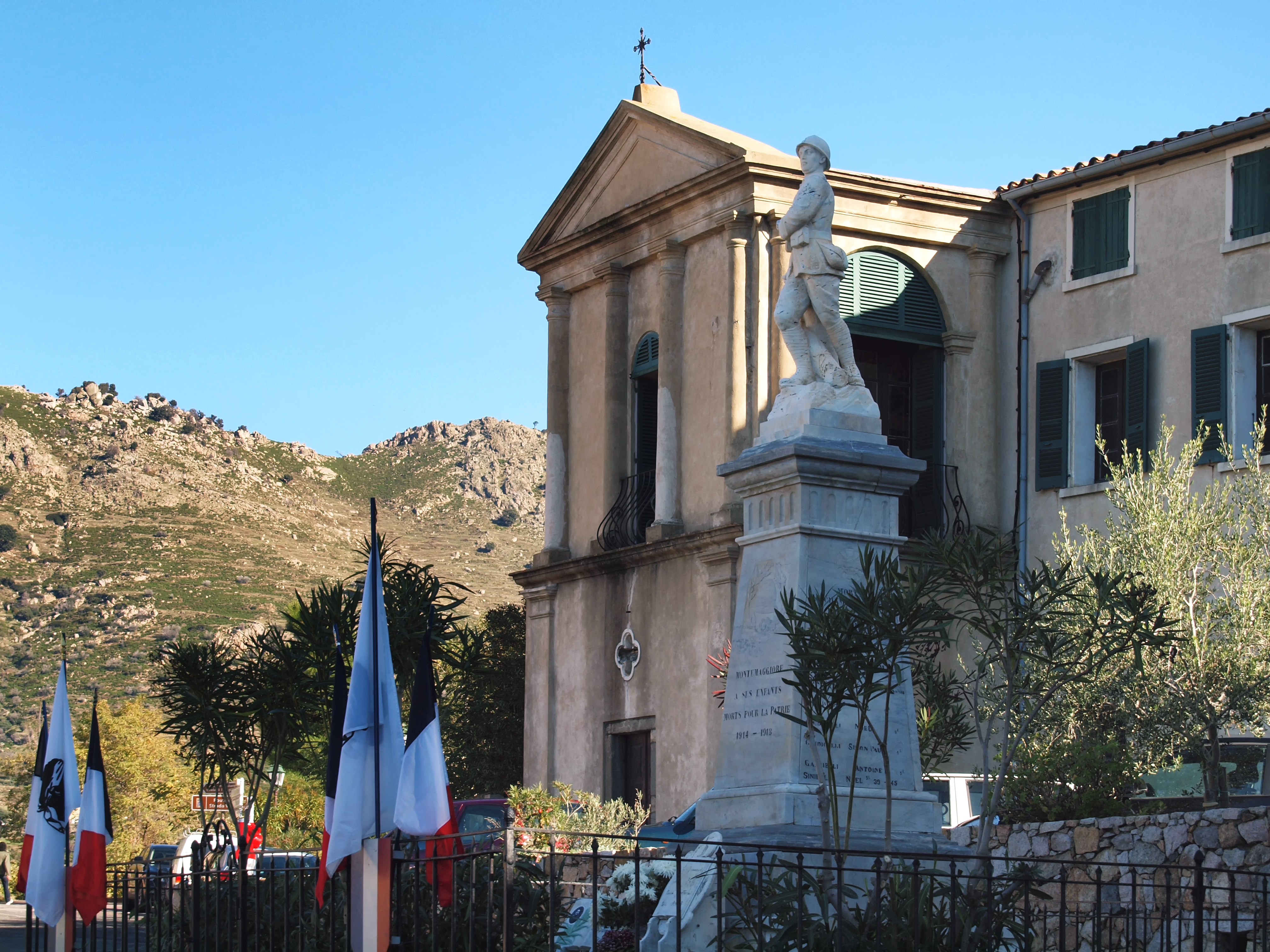
Monument aux morts. Derrière, la chapelle de Don Juan.

#### Chapelle Saint-Rainier
La chapelle Saint-Rainier (San Raineru) est un petit édifice religieux rural de style roman pisan corse, située au milieu d'un petit cimetière sur le flanc méridional de Capu di Bestia (804 m), sommet « à cheval » sur Montegrosso et Avapessa. Sa construction en granit rose polychrome remonte au XIe siècle.
La chapelle a été classée au titre des monuments historiques par arrêté du 15 mai 1930.

#### Église Saint-Augustin

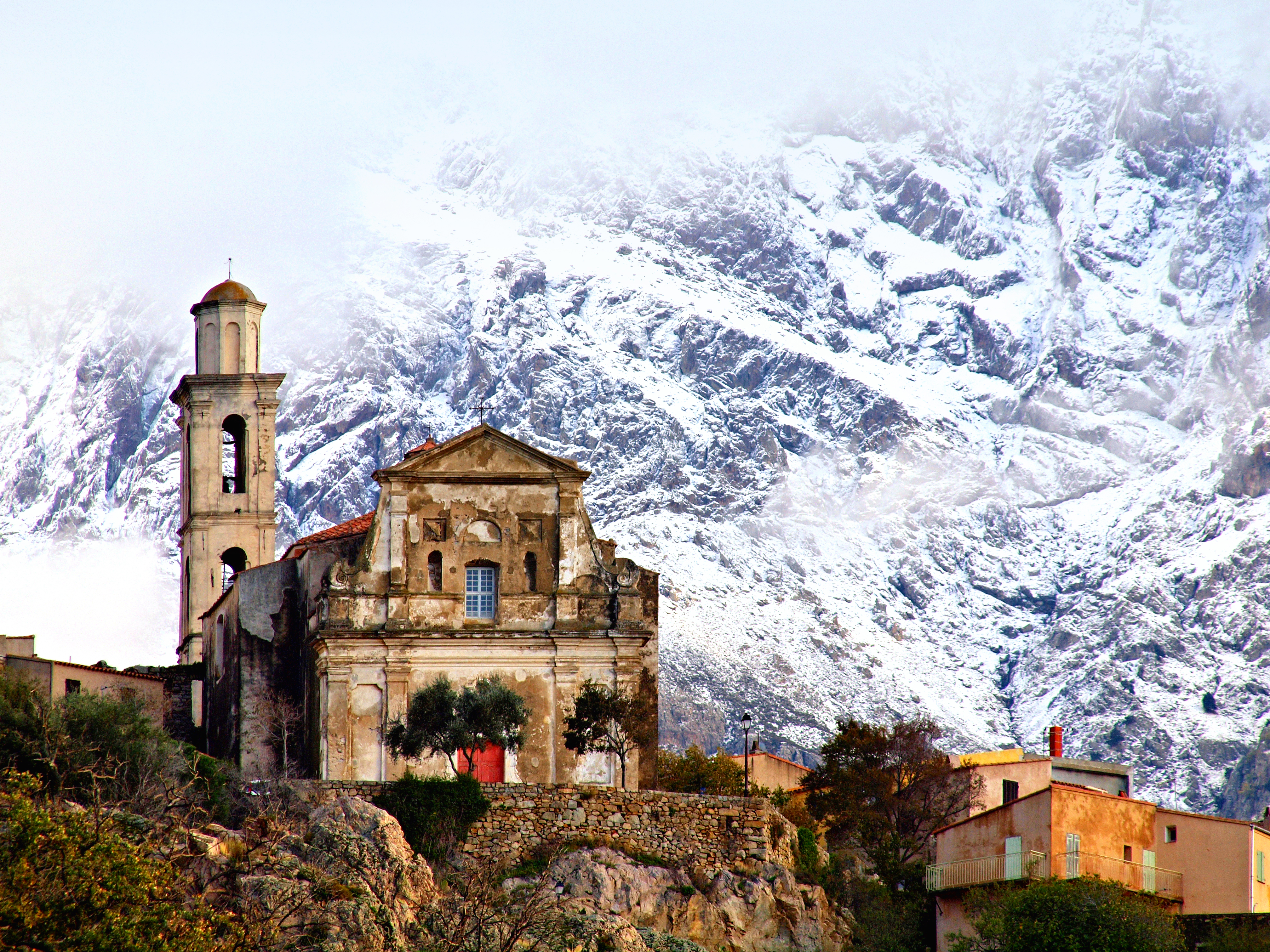
Église Saint-Augustin à Montemaggiore.

L'église paroissiale Saint-Augustin de Montemaggiore se situe au cœur du village de Montemaggiore, l'un des trois villages de la commune de Montegrosso. D'architecture baroque, elle a été construite au XVIIIe siècle. Elle posséderait la plus grande coupole de toutes les églises de Corse.
Elle est inscrite Monument historique au patrimoine de France depuis le 29 juillet 1987.

#### L'église Saint Vitus

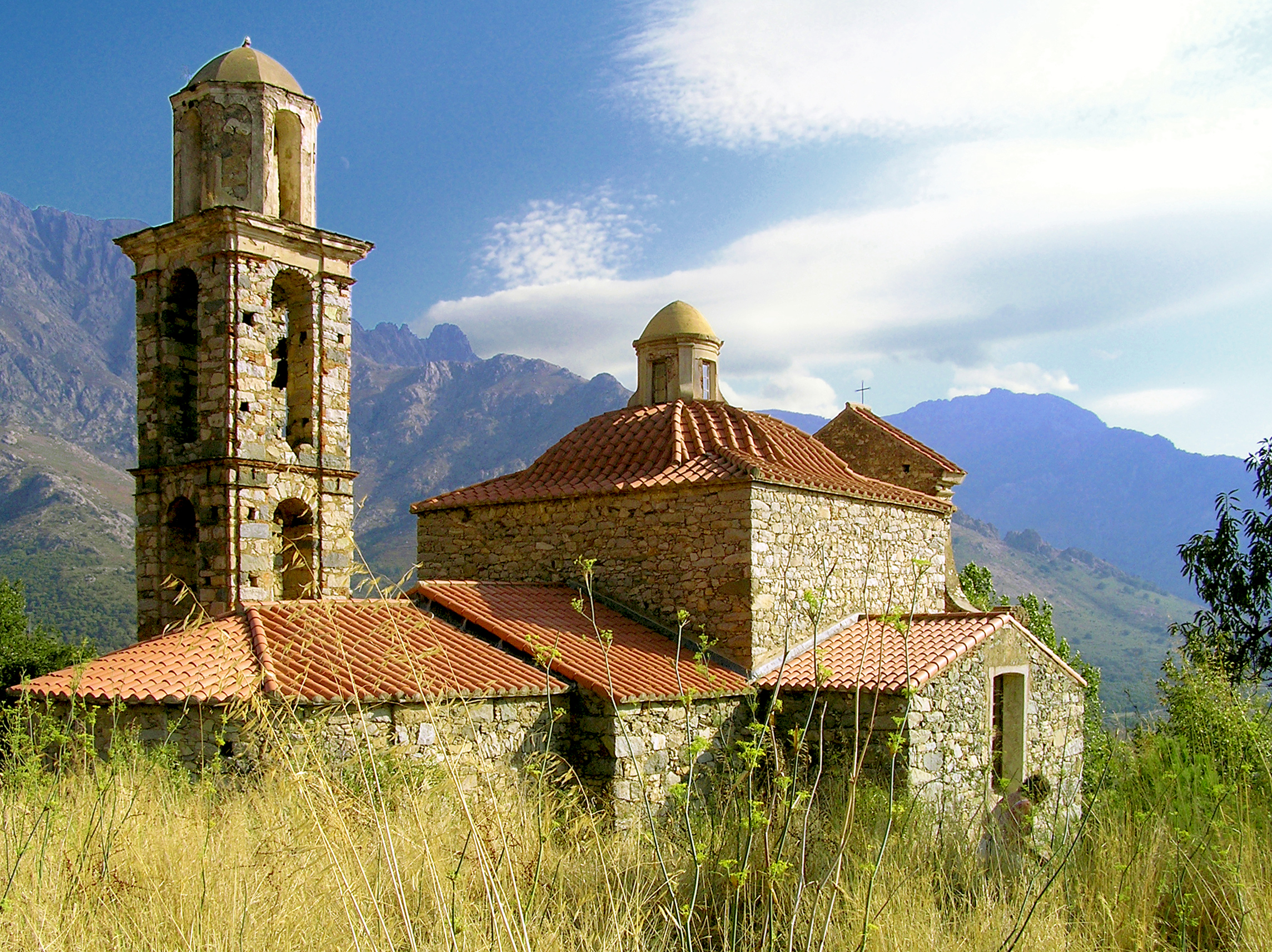
Église San Vitu à Lunghignano.

L'église San Vitu (Ghjesgia di San Vitu) baroque a été probablement commencée en 1676, terminée en 1780 et consacrée en 1812 (Date gravée sur les marches du parvis de la porte d'entrée). Elle a été bâtie en schiste, moellon et enduit, clocher au chevet.
Extérieurement les murs présentent de nombreux trous de boulins. La coupole a été restaurée, sa couverture refaite en tuiles rouges. À l'intérieur à droite, l'autel de l Immaculée Conception (daté de 1822) et surmonté  d'une statue en bois de la Vierge enchâssée dans une chapelle latérale, et de la statue de San Vitu devant l'autel.
Le baptistère est un don de l'évêque de Sagone.

#### Chapelle Saint-Antoine de Padoue
À côté de l'entrée principale de l'église Saint Vitus, se trouve la chapelle de Saint-Antoine-de-Padoue qui était autrefois appelée la « chapelle San Vitu ». Construite en 1715, elle fut consacrée en 1725. S'y trouve la statue de Saint-Antoine de Padoue en merisier.

#### L'Église Saint-Antoine Abbé

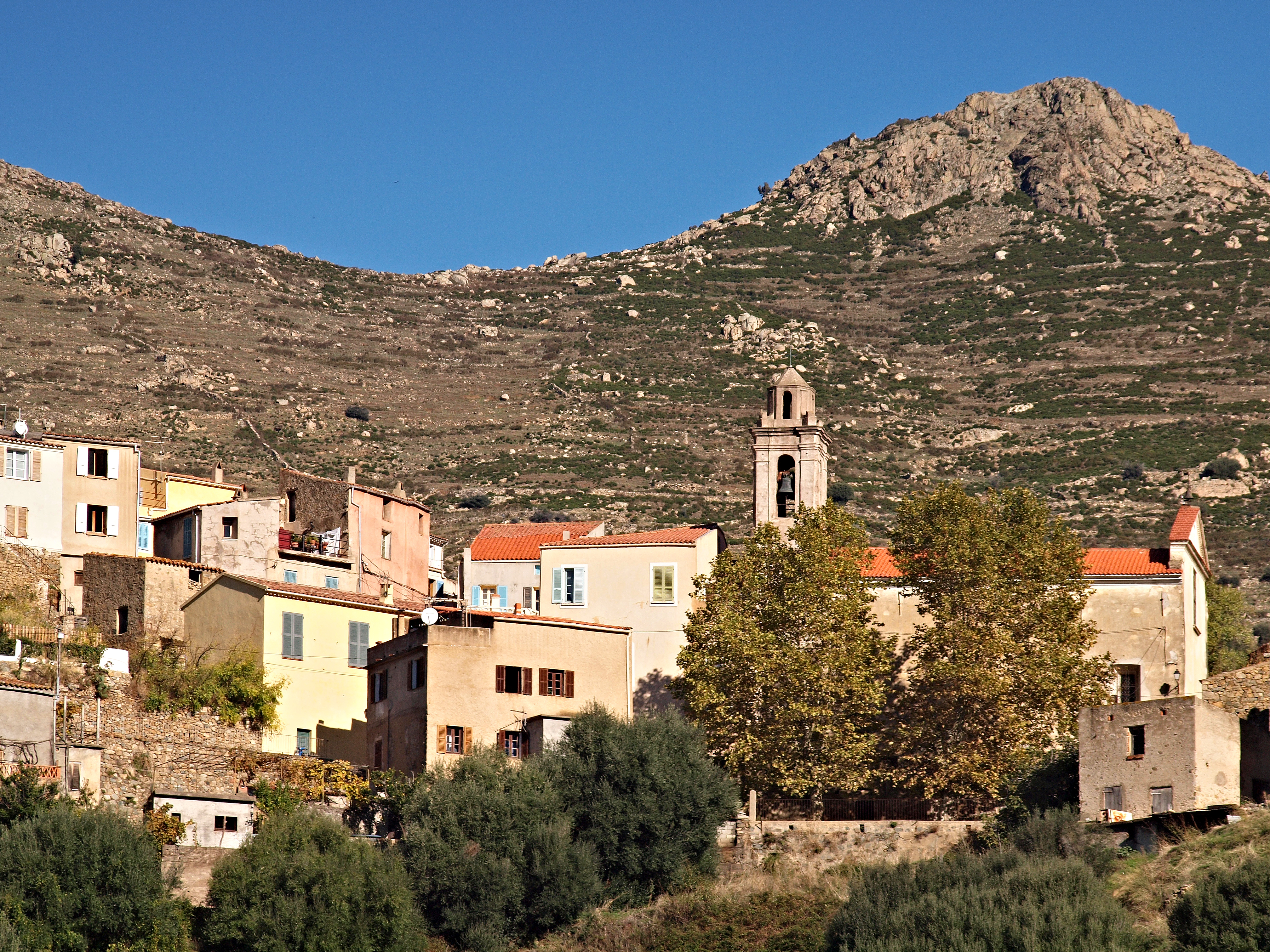
Église Saint-Antoine Abbé à Cassano.

Moyenâgeuse, étroite, l'église paroissiale est implantée au milieu de village de Cassano. Sur le linteau de sa porte est gravée 1651.
Elle renferme les œuvres ci-après, toutes propriété de la commune et classées Monuments historiques :
- Ensemble de deux tableaux Ecclésiastique en prière entouré d'anges et Assemblée de moines, peintures sur toile du XVIIe siècle. Protection MH : 1969/09/09[24].
- Statue Notre-Dame des Grâces en bois enduit et doré XVIIe siècle. Cette statue proviendrait peut-être du couvent d'Alziprato. Protection MH : 1995/02/09[25].
- Statue L'Immaculée Conception en bois peint polychrome du XVIIIe siècle. Protection MH : 1995/02/09[26].
- Tableau Le Couronnement de saint Laurent, toile peinte à l'huile avec cadre en bois doré. Protection MH : 1995/02/09[27].

#### Chapelle de confrérie Saint-Jean
La chapelle de confrérie Saint-Jean à Montemaggiore recèle deux œuvres propriétés de la commune, protégées depuis le 09/02/1995 et classées Monuments historiques en 1998 :
- tableau Saint Jean-Baptiste, toile peinte à l'huile, cadre en boisdoré du XVIIe siècle ;
- tableau La Naissance de saint Jean-Baptiste, toile peinte à l'huile du XVIIIe siècle.

#### Chapelle de Don Juan

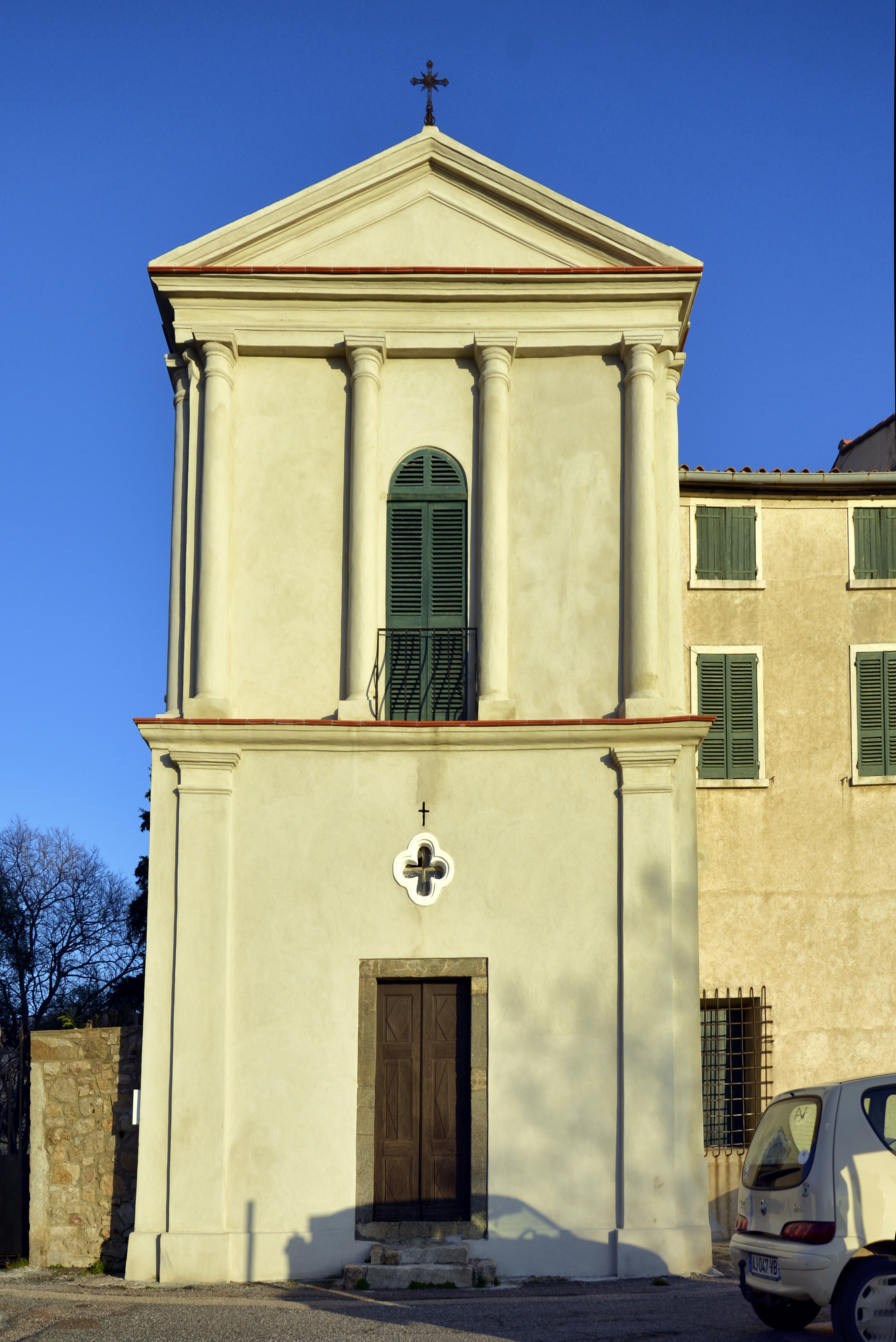
Chapelle de Don Juan.

La chapelle privée de la famille de Don Juan (Don Miguel de Mañara) (les Leca alliés aux Anfriani) attenante à l'habitation, est située entre l'église Saint-Augustin et la chapelle de confrérie Saint-Jean sur la place de Montemaggiore. Elle est labellisée VmF.

#### Chapelle Saint-Joseph
La chapelle Saint-Joseph (San Ghjiseppu) est située en contrebas et au sud du village de Montemaggiore.

#### Chapelle Saint-Alban
La chapelle Saint-Alban (Sant' Albanu) se trouve à Cassano. Elle est implantée dans le cimetière de Cassano, en contrebas du village, dans un environnement d'oliviers séculaires.
S'y trouve un triptyque Vierge à l'Enfant entre saint Alban, saint Antoine de Padoue, saint Augustin et saint Jean l’Évangéliste, Dieu le Père, L'Annonciation, saint Sébastien et saint Roch, Le Christ et les Apôtres : peinture sur bois doré, datée de 1505 et signée Simonis Antonius. Œuvre protégée depuis le 1955/06/14 – MH 1992.

#### Autres lieux
- Le hameau ruiné de San Polo, en contrebas du village de Montemaggiore.
- Passages voûtés et porches dans les villages.
- Lavoir de Cassano sur la RD 151 près de la fontaine de Calia.

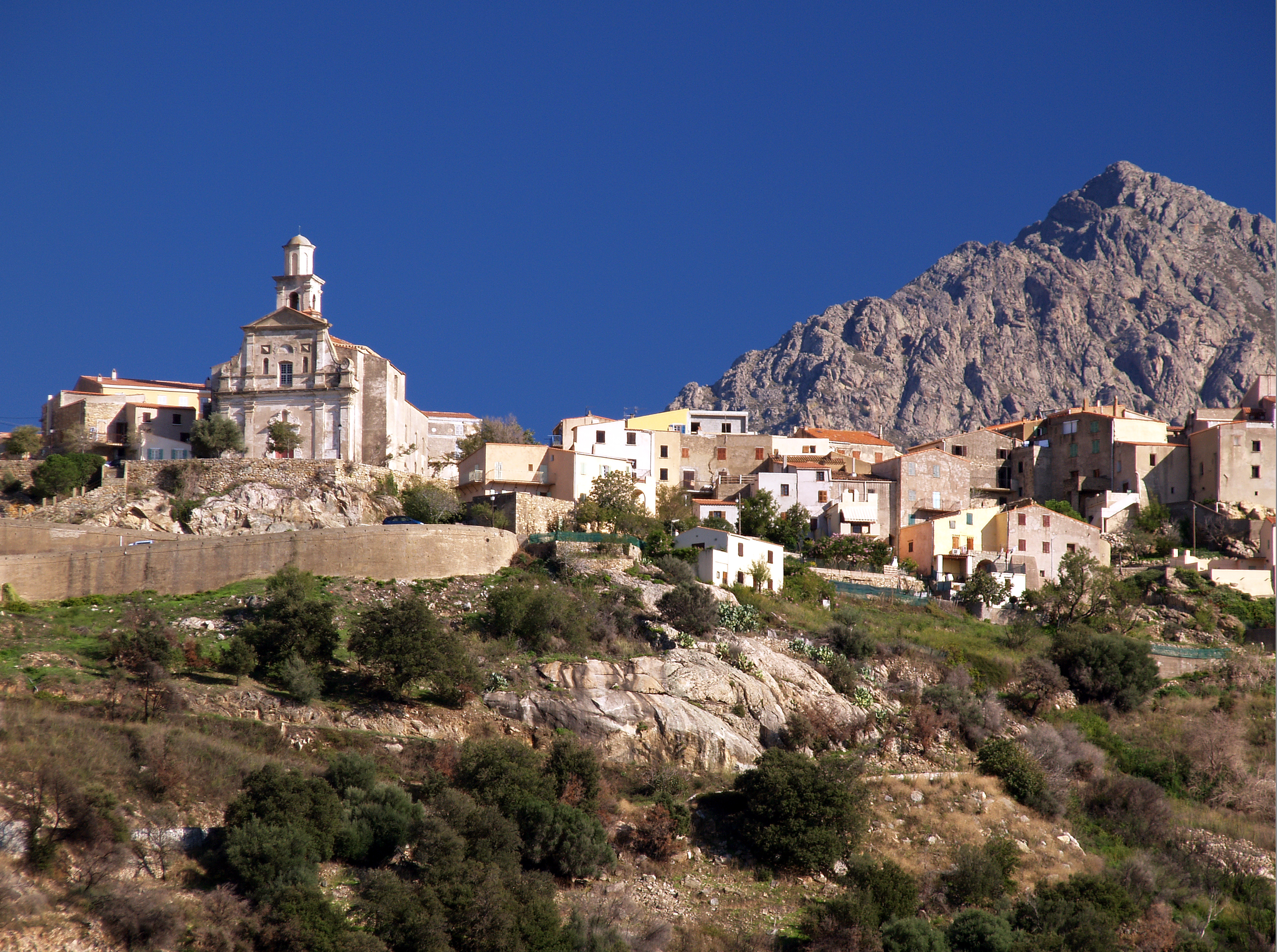
Village de Montemaggiore.
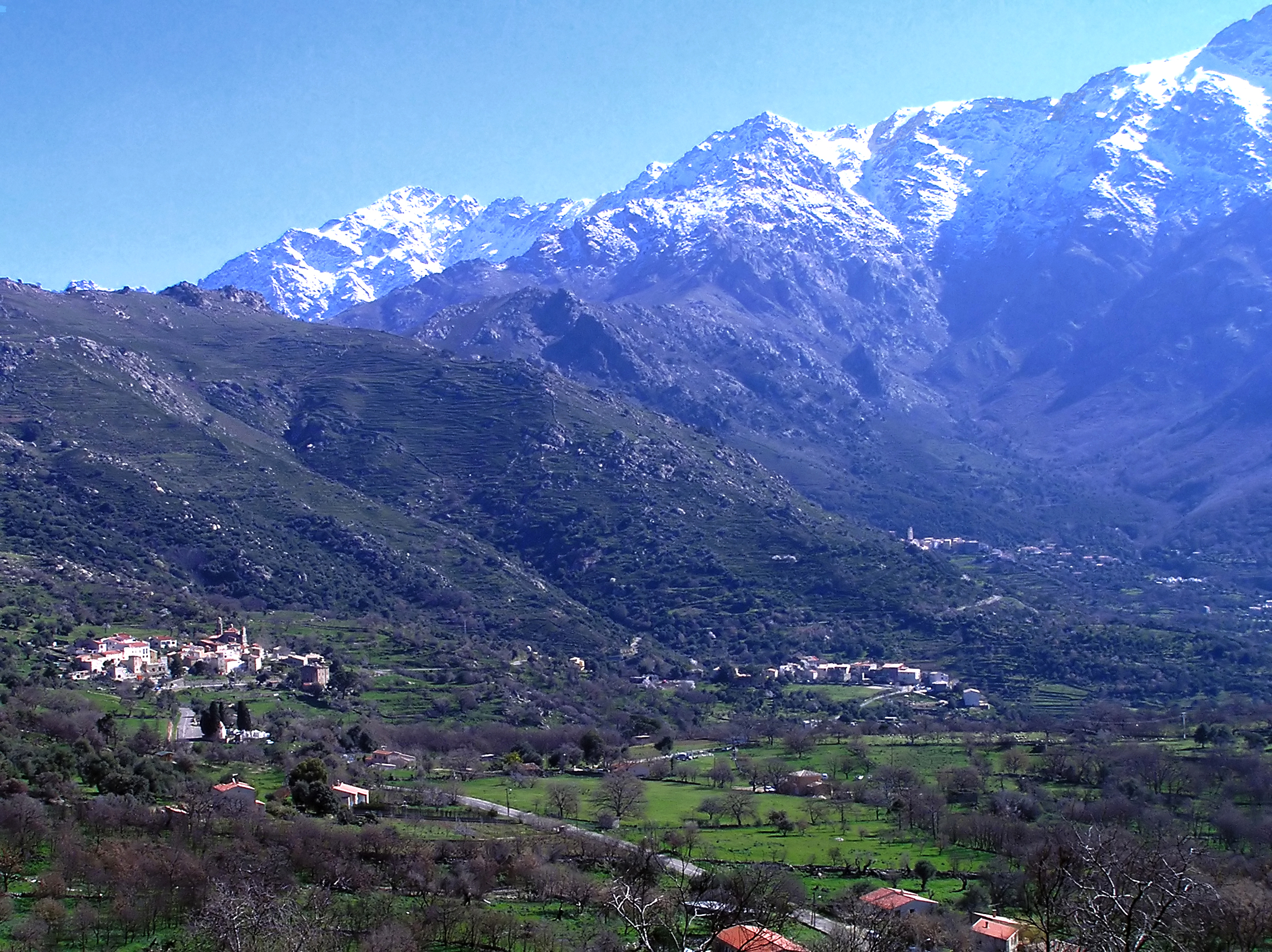
Villages de Lunghignano, Cassano et Zilia.
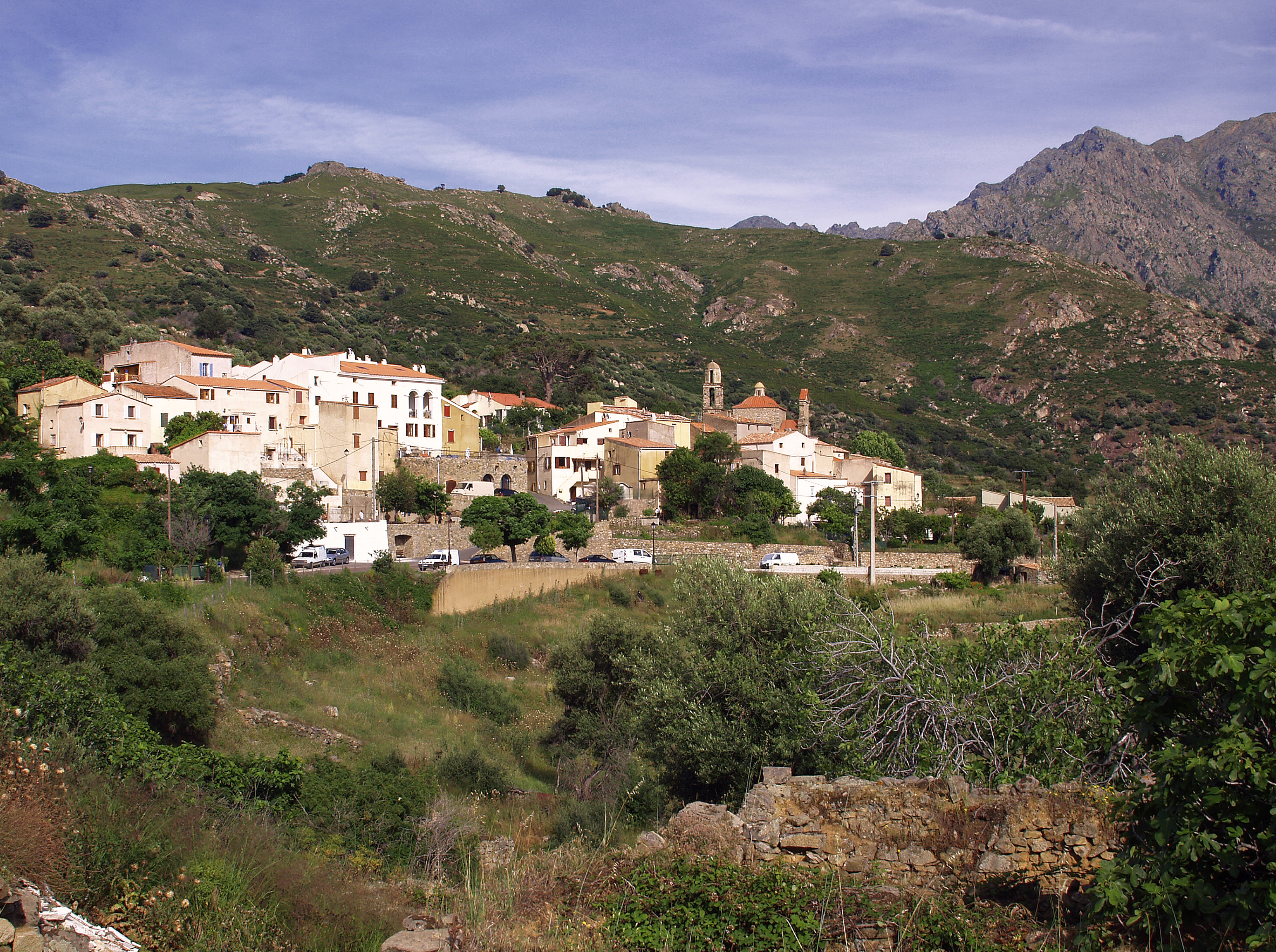
Village de Lunghignano.
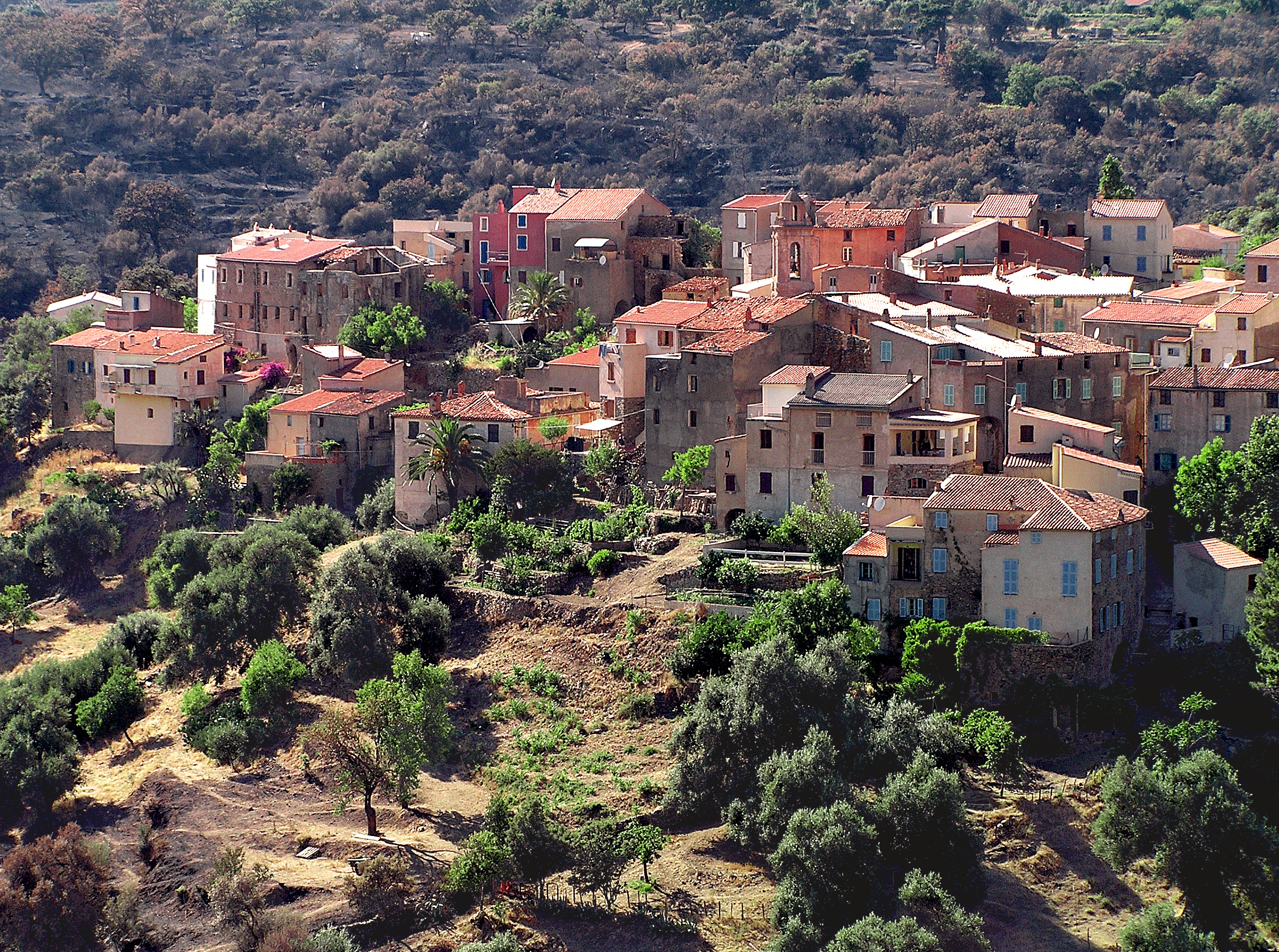
Village de Cassano.
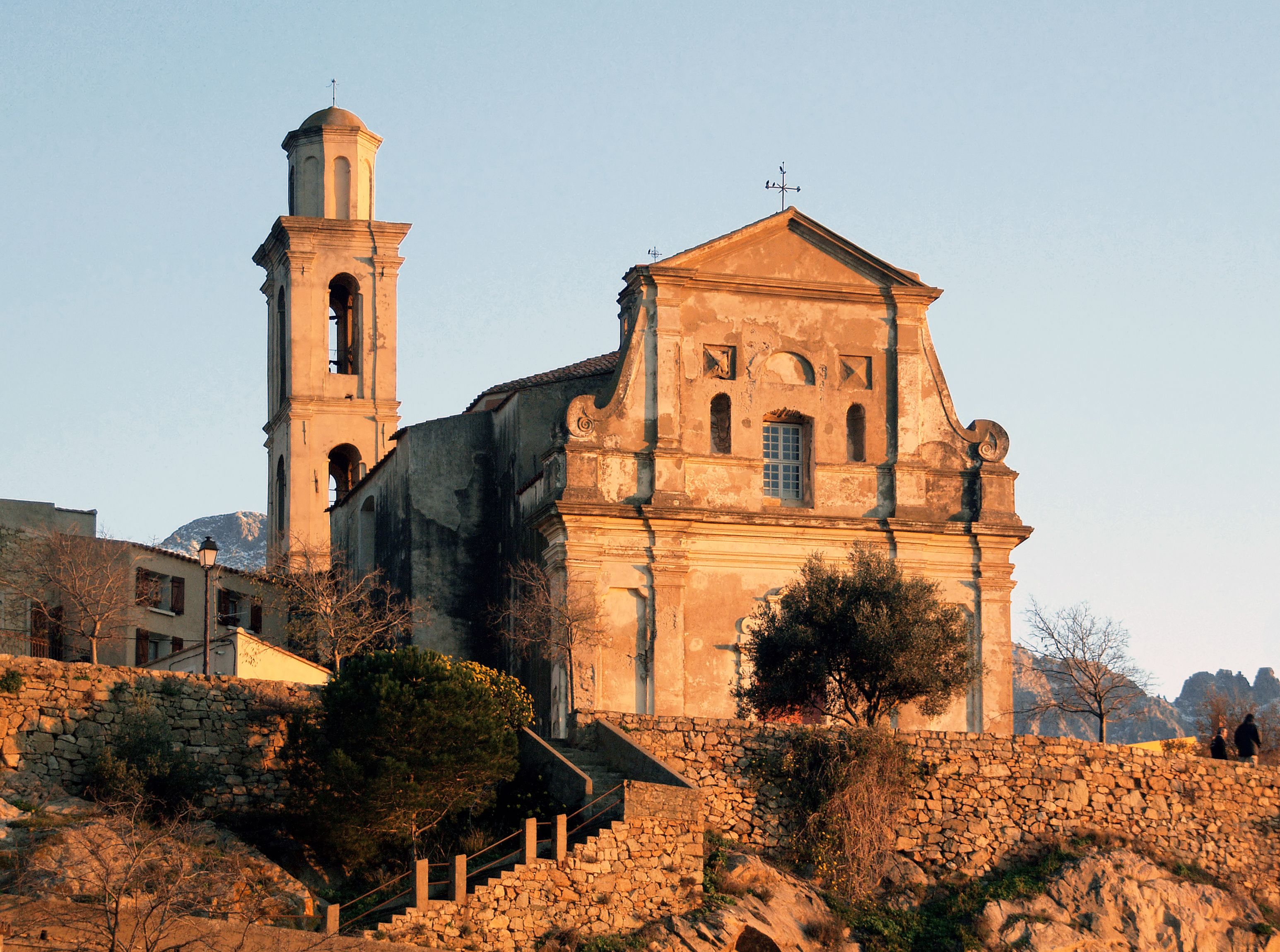
Église Saint-Augustin.
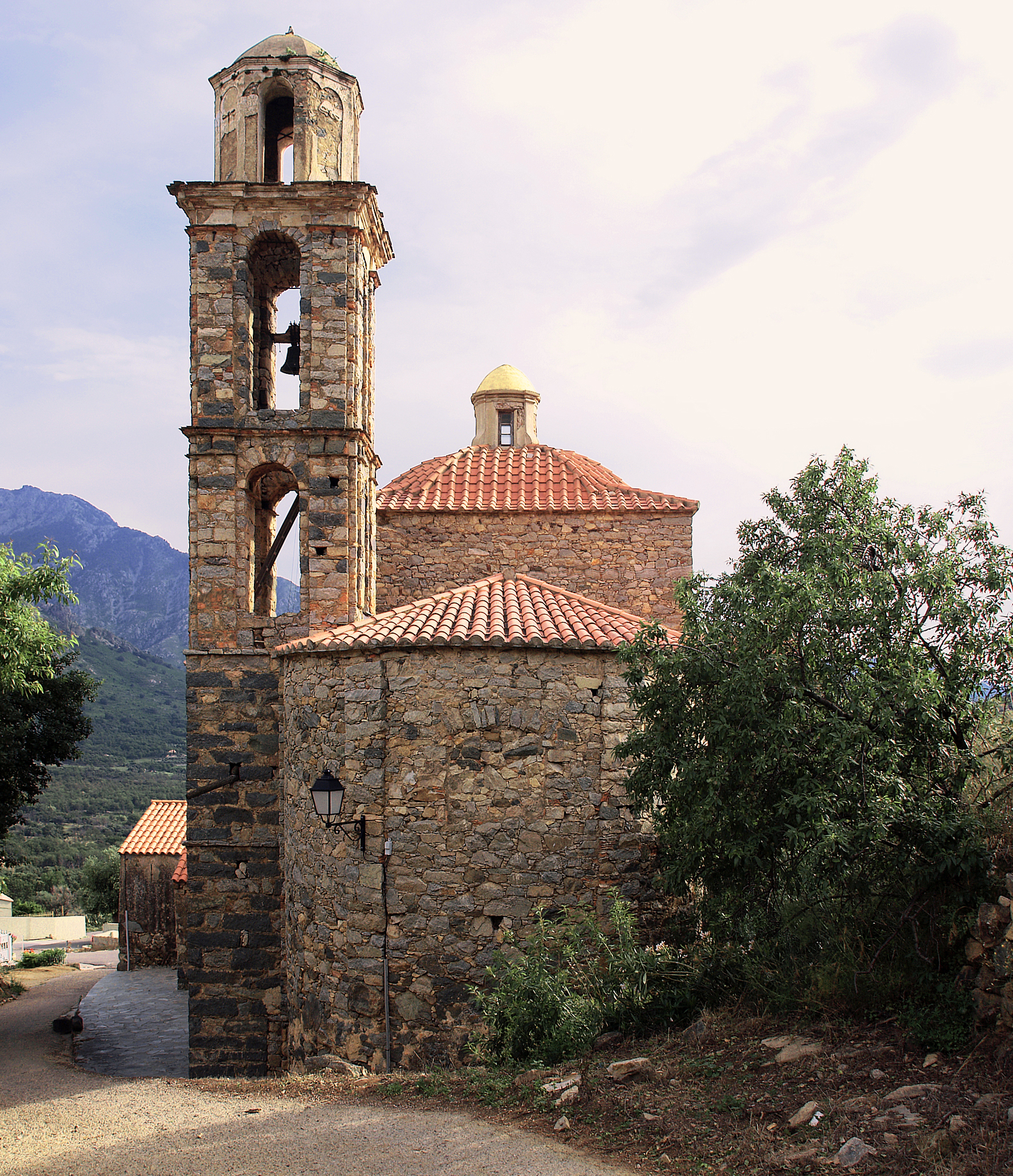
Église San Vitu.
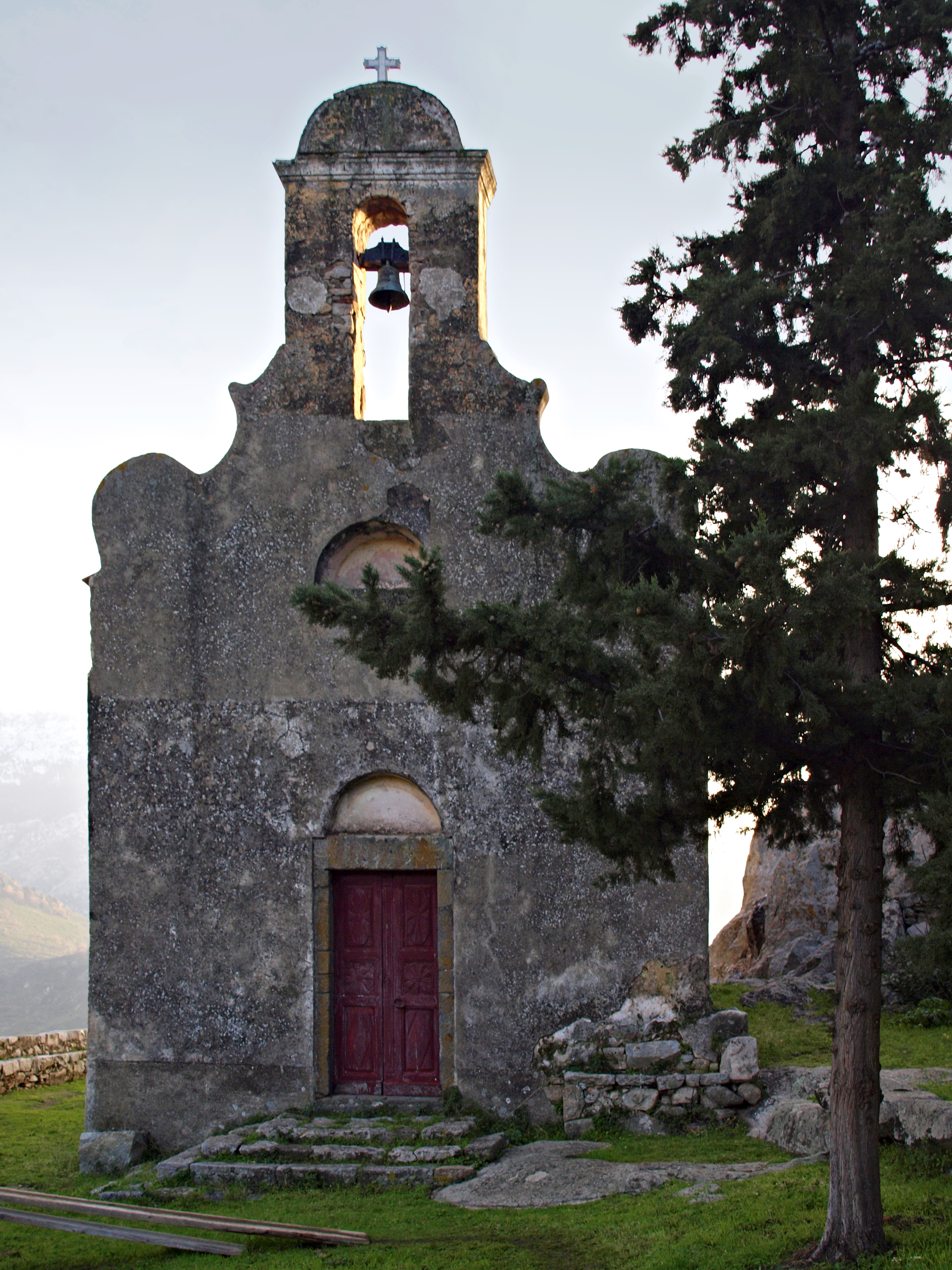
Chapelle Saint-Joseph.

### Patrimoine naturel

#### ZNIEFF
La commune de Montegrosso est concernée par une ZNIEFF (Zone naturelle d'intérêt écologique, faunistique et floristique) de 2e génération :
Oliveraies et boisements des collines de Balagne
La commune fait partie des 18 communes de Balagne concernées par la ZNIEFF 940004142 - Oliveraies et boisements des collines de Balagne (2e génération), zone répartie sur trois des principales vallées de la Balagne : la vallée du Fiume Seccu, le bassin d'Aregno et la vallée du Regino.

### Patrimoine culturel

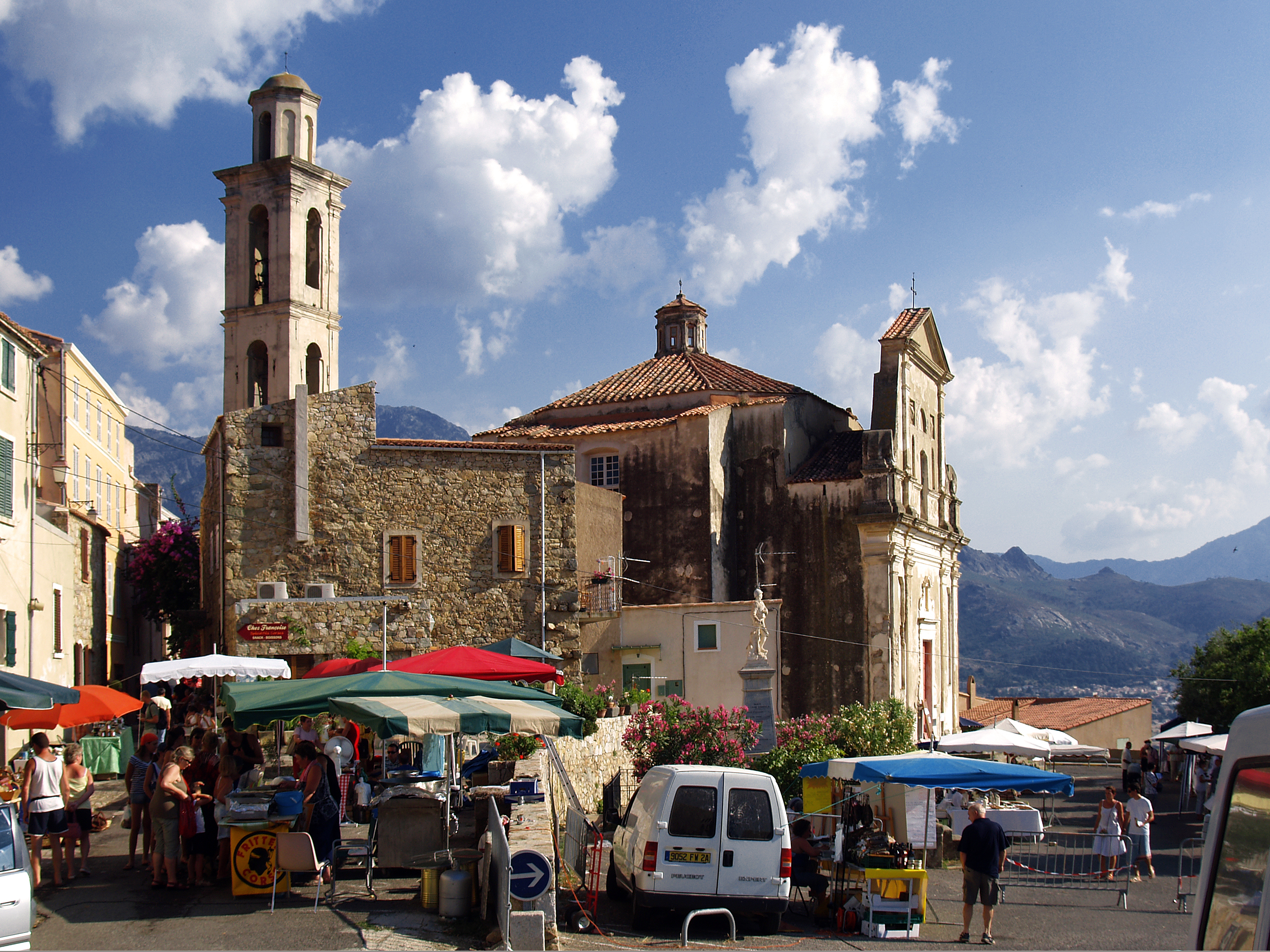
Foire de l'Olivier.

#### Fiera di l’Alivu
Créée en 1989, cette foire est née d’une démarche collective de sensibilisation regroupant toutes les composantes de l’oléiculture. Cette manifestation, qui a été classée parmi les cent sites du goût par le CNAC (Conseil National des Arts Culinaires), a lieu chaque année le troisième week-end de juillet.
C'est d'abord une fête qui célèbre l'olivier mais aussi est un lieu de rencontres et d'échanges avec les oléiculteurs et les techniciens français et européens. Mais elle a également su s’'ouvrir aux autres productions locales : artisans, potiers, ferronniers, vanneurs, ébénistes, couteliers, sculpteurs, fromagers, pâtissiers, apiculteurs, charcutiers et viticulteurs. S'y retrouvent aussi des conteurs, des historiens, des peintres et des musiciens.

### Personnalités liées à la commune
- Eugène François Orsatelli, dit « Eugène » (1768-1811), général des armées de la République et de l'Empire, né à Cassano, décédé le 12 mai 1811 des suites de ses blessures reçues lors du siège de Tarragone (1811).
- Paul Sinibaldi (1921-2018), international français de football né à Montemaggiore, gardien de but.
- Pierre Sinibaldi (1924-2012), international français de football né à Montemaggiore, attaquant.
- Fanny Agostini, journaliste, présentatrice de l'émission Thalassa sur France 3.